# Loupiac (Gironde)
Pour les articles homonymes, voir Loupiac.
Loupiac est une commune française, située dans le département de la Gironde, en région Nouvelle-Aquitaine.

## Géographie

### Localisation
Ayant donné son nom à l'AOC loupiac (vin liquoreux), la commune de Loupiac se trouve dans l'Entre-deux-Mers, sur la rive droite de la Garonne, à 37 km au sud-est de Bordeaux, à 11 km au nord-nord-ouest de Langon,  et à 2,5 km au sud-est de Cadillac-sur-Garonne.
Elle se trouve dans l'aire d'attraction de Bordeaux, dans l'unité urbaine et dans le bassin de vie de Cadillac-sur-Garonne ainsi que dans la zone d'emploi de Langon.

### Communes limitrophes
Les communes limitrophes sont Omet, Barsac, Cadillac-sur-Garonne, Donzac, Gabarnac, Monprimblanc et Sainte-Croix-du-Mont.
| Cadillac-sur-Garonne             | Omet                 | Donzac       |
| Rive droite Barsac de la Garonne | Loupiac              | Monprimblanc |
|                                  | Sainte-Croix-du-Mont | Gabarnac     |

### Géologie et relief
La superficie de la commune est de 9,57 km2 ; son altitude varie de 3  à   108 mètres.

### Hydrographie

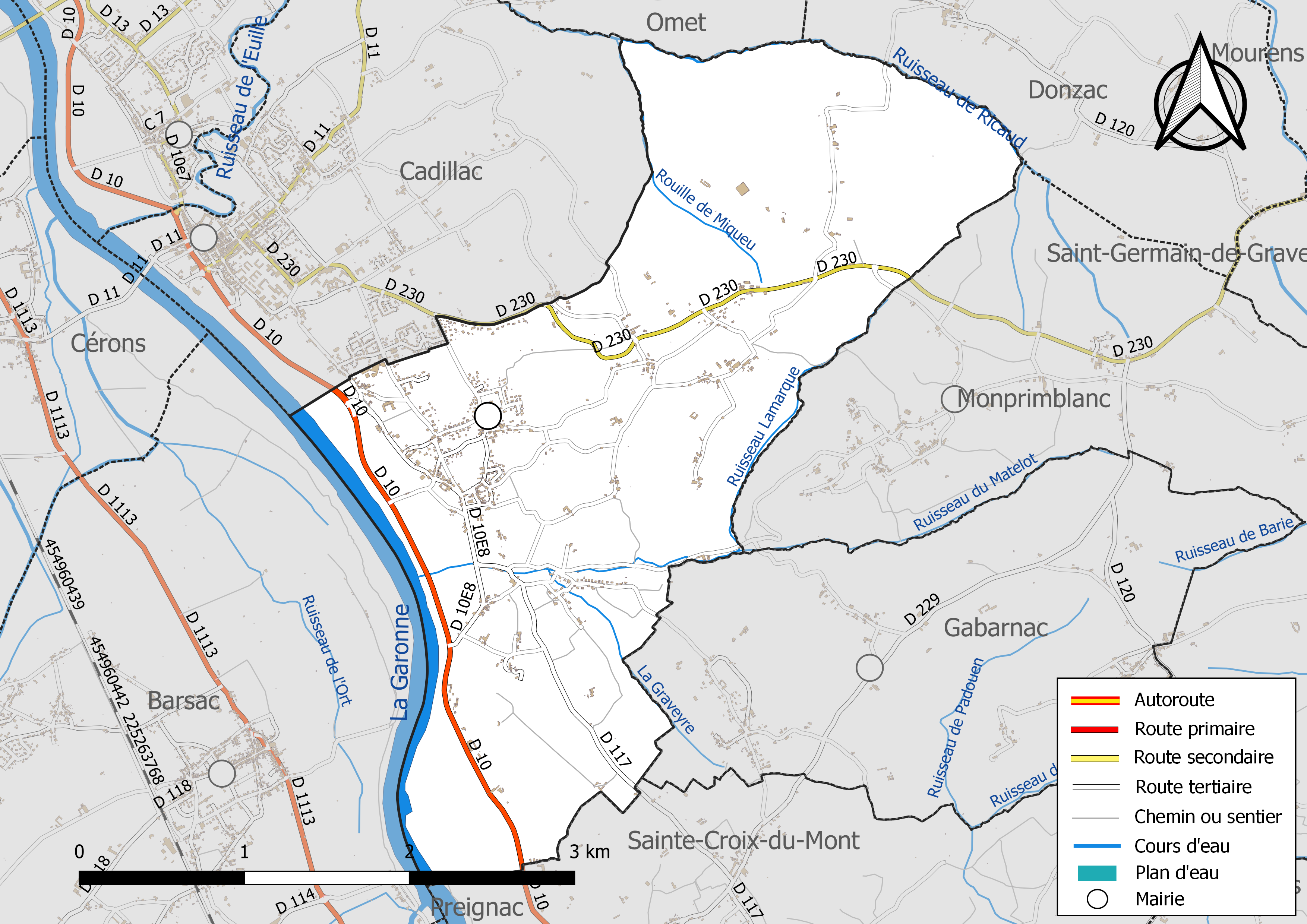
Carte hydrographique de la commune.

La commune se trouve en rive droite du fleuve la Garonne.
Elle est drainée également par plusieurs ruisseaux.

### Climat
Pour des articles plus généraux, voir Climat de la Nouvelle-Aquitaine et Climat de la Gironde.
Historiquement, la commune est exposée à un climat océanique aquitain.  
En 2020, Météo-France publie une typologie des climats de la France métropolitaine dans laquelle la commune est exposée à un climat océanique et est dans la région climatique Aquitaine, Gascogne, caractérisée par une pluviométrie abondante au printemps, modérée en automne, un faible ensoleillement au printemps, un été chaud (19,5 °C), des vents faibles, des brouillards fréquents en automne et en hiver et des orages fréquents en été (15 à 20 jours).
Pour la période 1971-2000, la température annuelle moyenne est de 12,6 °C, avec une amplitude thermique annuelle de 15,2 °C. Le cumul annuel moyen de précipitations est de 827 mm, avec 11,8 jours de précipitations en janvier et 6,5 jours en juillet. Pour la période 1991-2020, la température moyenne annuelle observée sur la station météorologique la plus proche, située sur la commune de Sauternes à 11 km à vol d'oiseau, est de 13,9 °C et le cumul annuel moyen de précipitations est de 859,6 mm,. Pour l'avenir, les paramètres climatiques de la commune estimés pour 2050 selon différents scénarios d’émission de gaz à effet de serre sont consultables sur un site dédié publié par Météo-France en novembre 2022.

### Milieux naturels et biodiversité

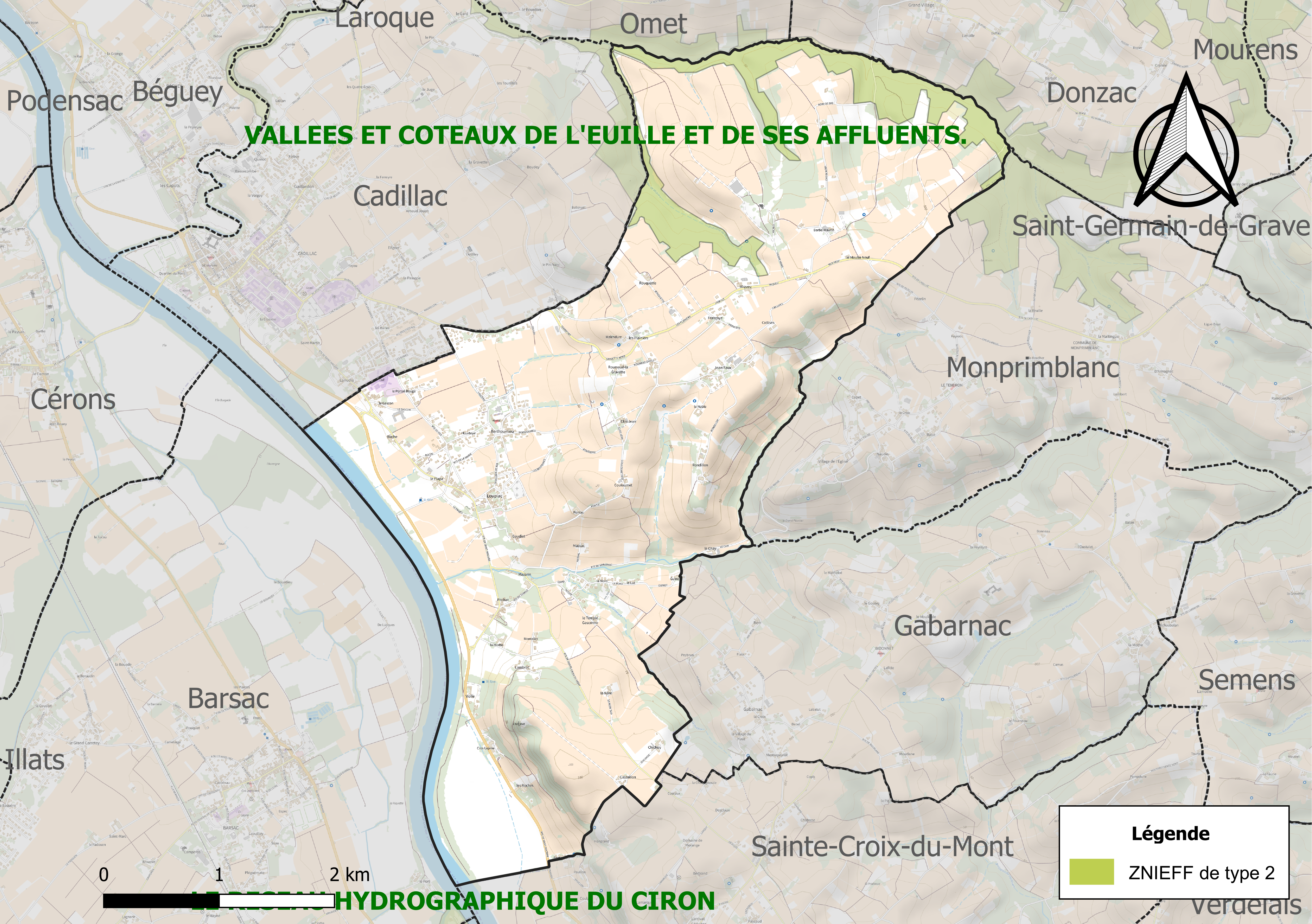
Carte des zones naturelles d'intérêt écologique faunistique et floristique de type 2 sur la commune.

#### Zones naturelles d'intérêt écologique, faunistique et floristique
L’inventaire des zones naturelles d'intérêt écologique, faunistique et floristique (ZNIEFF) a pour objectif de réaliser une couverture des zones les plus intéressantes sur le plan écologique, essentiellement dans la perspective d’améliorer la connaissance du patrimoine naturel national et de fournir aux différents décideurs un outil d’aide à la prise en compte de l’environnement dans l’aménagement du territoire.
Une partie de la ZNIEFF de type 2 « Vallées et coteaux de l'Euille et de ses affluents » est recensée sur la commune.

## Urbanisme

### Typologie
Au 1er janvier 2024, Loupiac est catégorisée commune rurale à habitat dispersé, selon la nouvelle grille communale de densité à sept niveaux définie par l'Insee en 2022.
Elle appartient à l'unité urbaine de Cadillac-sur-Garonne, une agglomération intra-départementale regroupant quatre  communes, dont elle est une commune de la banlieue,,. Par ailleurs la commune fait partie de l'aire d'attraction de Bordeaux, dont elle est une commune de la couronne,. Cette aire, qui regroupe 275 communes, est catégorisée dans les aires de 700 000 habitants ou plus (hors Paris),.

### Occupation des sols

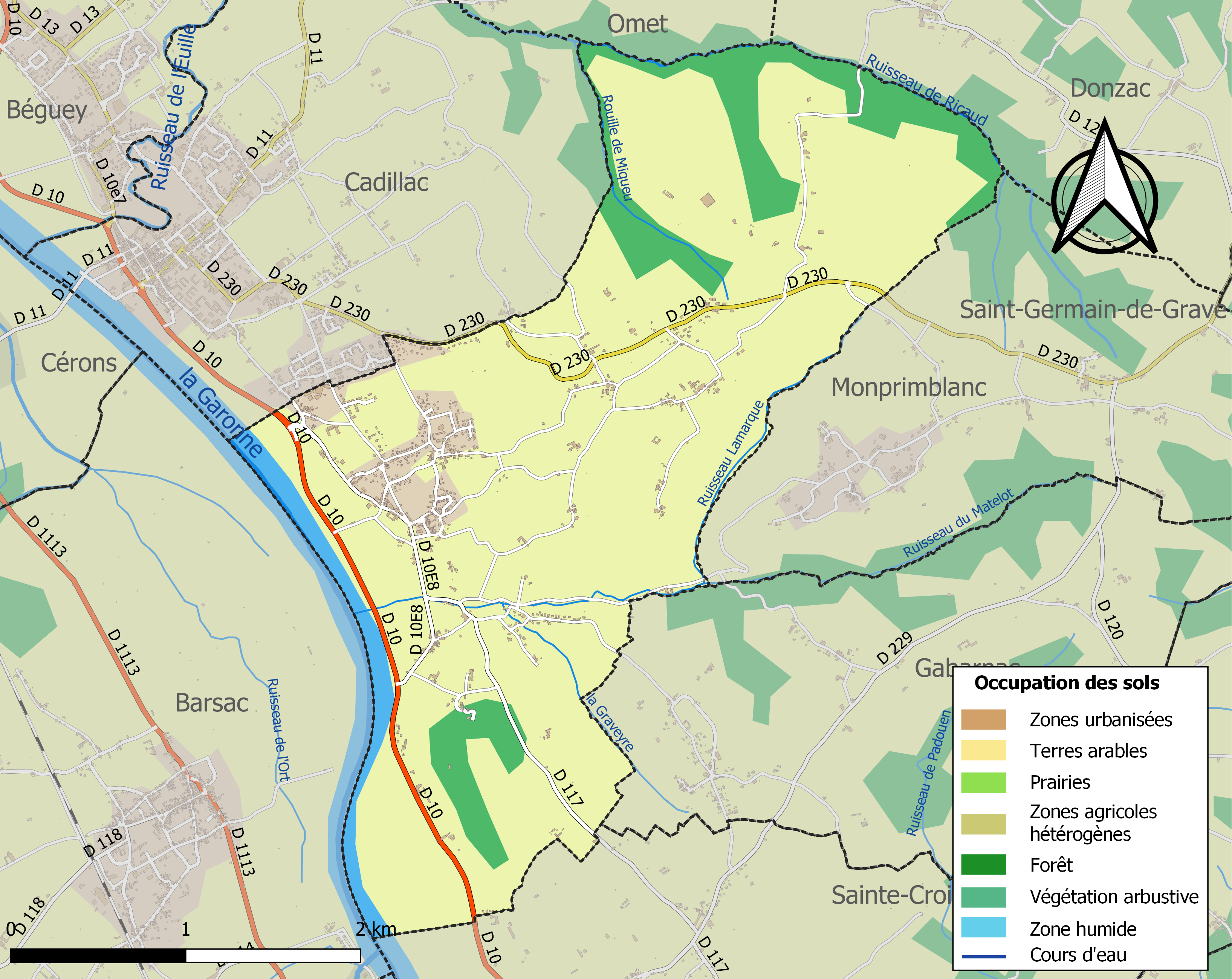
Carte des infrastructures et de l'occupation des sols de la commune en 2018 (CLC).

L'occupation des sols de la commune, telle qu'elle ressort de la base de données européenne d’occupation biophysique des sols Corine Land Cover (CLC), est marquée par l'importance des territoires agricoles (81,8 % en 2018), en diminution par rapport à 1990 (84,9 %). La répartition détaillée en 2018 est la suivante : 
cultures permanentes (81,8 %), forêts (10,6 %), zones urbanisées (4,1 %), eaux continentales (3,5 %). L'évolution de l’occupation des sols de la commune et de ses infrastructures peut être observée sur les différentes représentations cartographiques du territoire : la carte de Cassini (XVIIIe siècle), la carte d'état-major (1820-1866) et les cartes ou photos aériennes de l'IGN pour la période actuelle (1950 à aujourd'hui).

### Habitat et logement
En 2020, le nombre total de logements dans la commune était de 542, alors qu'il était de 536 en 2015 et de 507 en 2010.
Parmi ces logements, 86,4 % étaient des résidences principales, 5,1 % des résidences secondaires et 8,5 % des logements vacants. Ces logements étaient pour 96,8 % d'entre eux des maisons individuelles et pour 3 % des appartements.
Le tableau ci-dessous présente la typologie des logements à Loupiac en 2020 en comparaison avec celle de la Gironde et de la France entière. Une caractéristique marquante du parc de logements est ainsi la faible proportion des résidences secondaires et logements occasionnels (5,1 %) par rapport au département (8,9 %) et à la France entière (9,7 %).
| Typologie                                               | Loupiac | Gironde | France entière |
| ------------------------------------------------------- | ------- | ------- | -------------- |
| Résidences principales (en %)                           | 86,4    | 84,8    | 82,1           |
| Résidences secondaires et logements occasionnels (en %) | 5,1     | 8,9     | 9,7            |
| Logements vacants (en %)                                | 8,5     | 6,3     | 8,2            |

### Voies de communication et transports
La principale voie de communication routière qui traverse la commune est la route départementale D10 qui longe la Garonne et qui mène vers le nord-ouest à Cadillac-sur-Garonne et vers le sud-est à Saint-Maixant ; au nord du bourg, la route départementale D117 commence à partir de cette D110, traverse le bourg et conduit vers le sud-est en direction de Verdelais.
L'accès le plus proche à l'autoroute A62 (Bordeaux-Toulouse) est le no 2, dit de Podensac, qui se situe à 8,5 km vers le sud-ouest en passant par Cadillac-sur-Garonne.

L'accès no 1, dit de Bazas, à l'autoroute A65 (Langon-Pau) est distant de 24 km vers le sud.
La station de chemin de fer la plus proche est la gare de Cérons, sur la ligne Bordeaux-Sète du TER Nouvelle-Aquitaine, distante de 4,5 km vers l'ouest en passant par Cadillac-sur-Garonne. Celle de Langon, proposant plus de trafic, est distante de 11 km vers le sud-est.

### Risques naturels et technologiques
Le territoire de la commune de Loupiac est vulnérable à différents aléas naturels : météorologiques (tempête, orage, neige, grand froid, canicule ou sécheresse), inondations, mouvements de terrains et séisme (sismicité très faible). Un site publié par le BRGM permet d'évaluer simplement et rapidement les risques d'un bien localisé soit par son adresse soit par le numéro de sa parcelle.
Certaines parties du territoire communal sont susceptibles d’être affectées par le risque d’inondation par débordement de cours d'eau, notamment la Garonne. La commune a été reconnue en état de catastrophe naturelle au titre des dommages causés par les inondations et coulées de boue survenues en 1982, 1983, 1990, 1999, 2009, 2020 et 2021,.
Les mouvements de terrains susceptibles de se produire sur la commune sont des éboulements, chutes de pierres et de blocs.

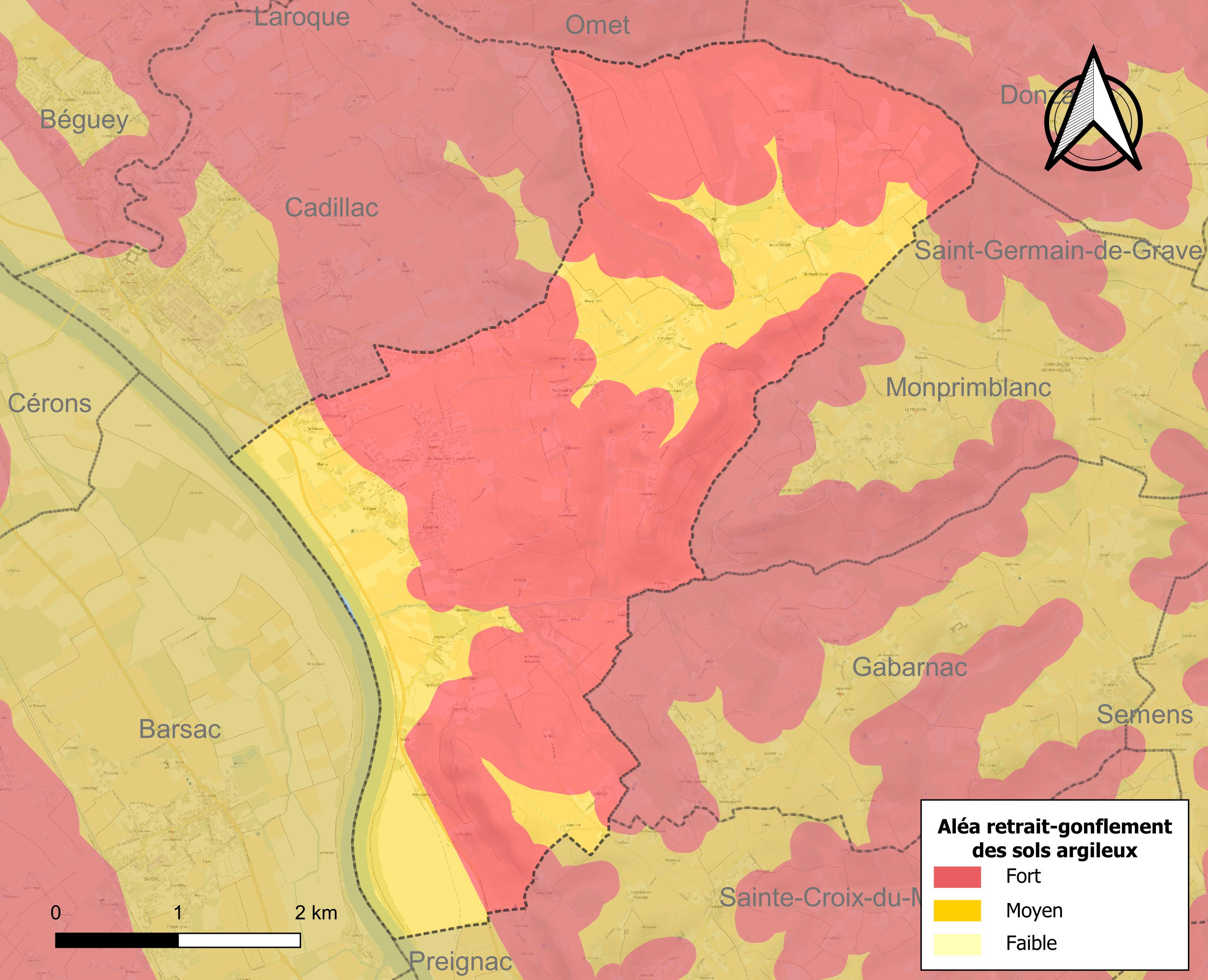
Carte des zones d'aléa retrait-gonflement des sols argileux de Loupiac.

Le retrait-gonflement des sols argileux est susceptible d'engendrer des dommages importants aux bâtiments en cas d’alternance de périodes de sécheresse et de pluie. La totalité de la commune est en aléa moyen ou fort (67,4 % au niveau départemental et 48,5 % au niveau national). Sur les 536 bâtiments dénombrés sur la commune en 2019, 536 sont en aléa moyen ou fort, soit 100 %, à comparer aux 84 % au niveau départemental et 54 % au niveau national. Une cartographie de l'exposition du territoire national au retrait gonflement des sols argileux est disponible sur le site du BRGM,.
Par ailleurs, afin de mieux appréhender le risque d’affaissement de terrain, l'inventaire national des cavités souterraines permet de localiser celles situées sur la commune.
Concernant les mouvements de terrains, la commune a été reconnue en état de catastrophe naturelle au titre des dommages causés par la sécheresse en 2003, par des mouvements de terrain en 1999 et 2014 et par des glissements de terrain en 1997.

## Toponymie
Le nom de la commune pourrait venir de celui d'un propriétaire gallo-romain local (comme Lupus ou Lopus) augmenté du suffixe -acum ou désigner un lieu abritant des loups (lupus en latin).
Le 15 mai 1816, la commune de Loupiac devient Loupiac-de-Cadillac, puis Loupiac,.
En gascon, le nom de la commune est Lopiac.

## Histoire

### Révolution française et Empire
À la Révolution française, la paroisse Saint-Pierre de Loupiac forme la commune de Loupiac.

### Époque contemporaine

Loupiac au tout début du XXe siècle
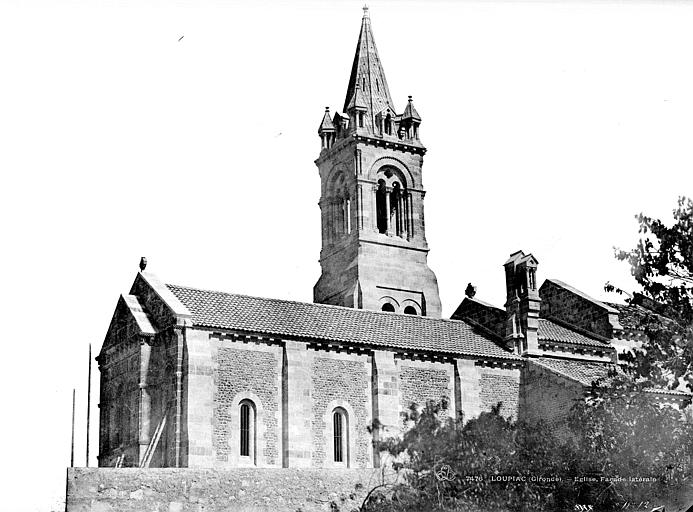
L'église en 1851.
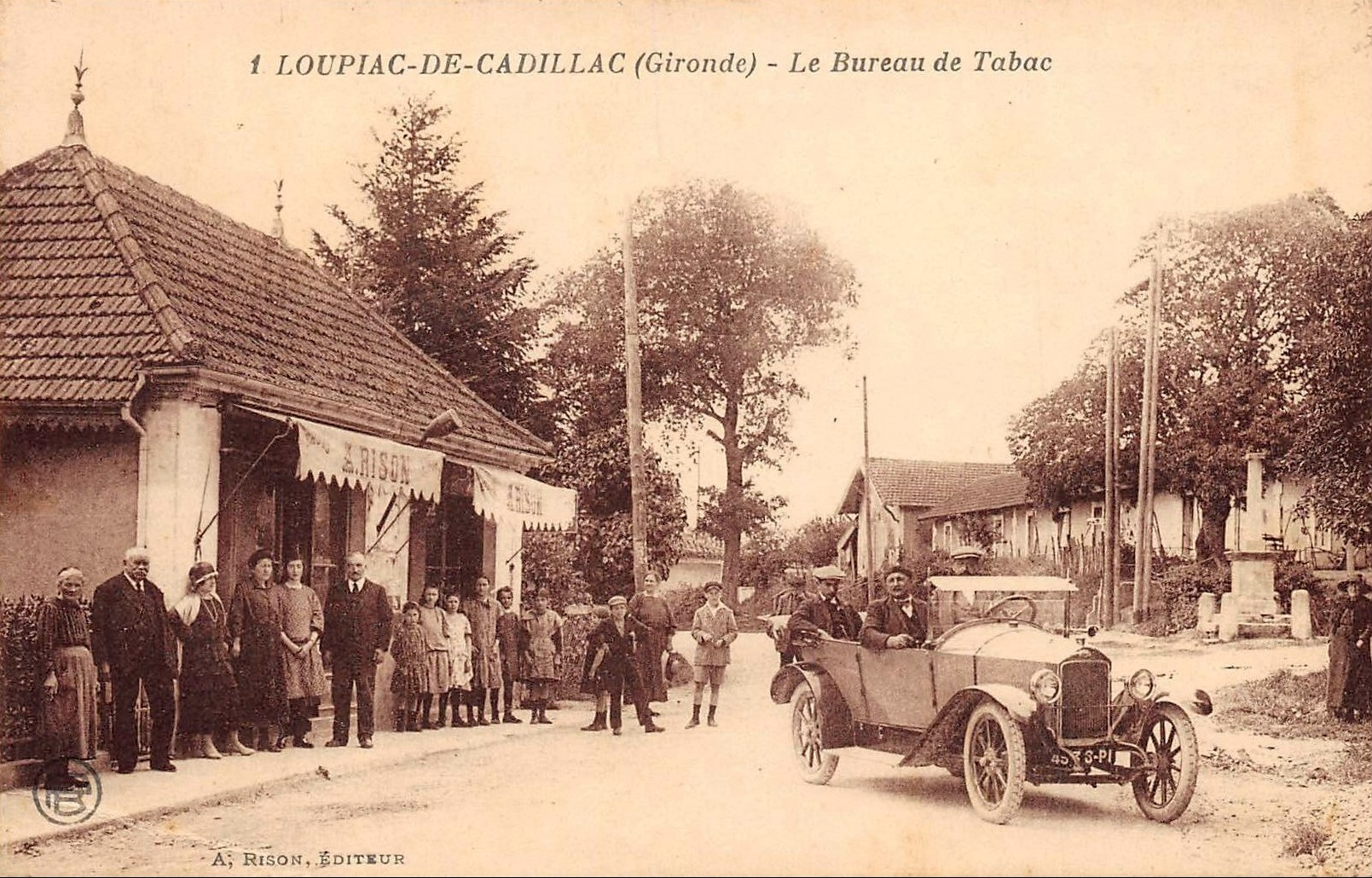
Le bureau de tabac.
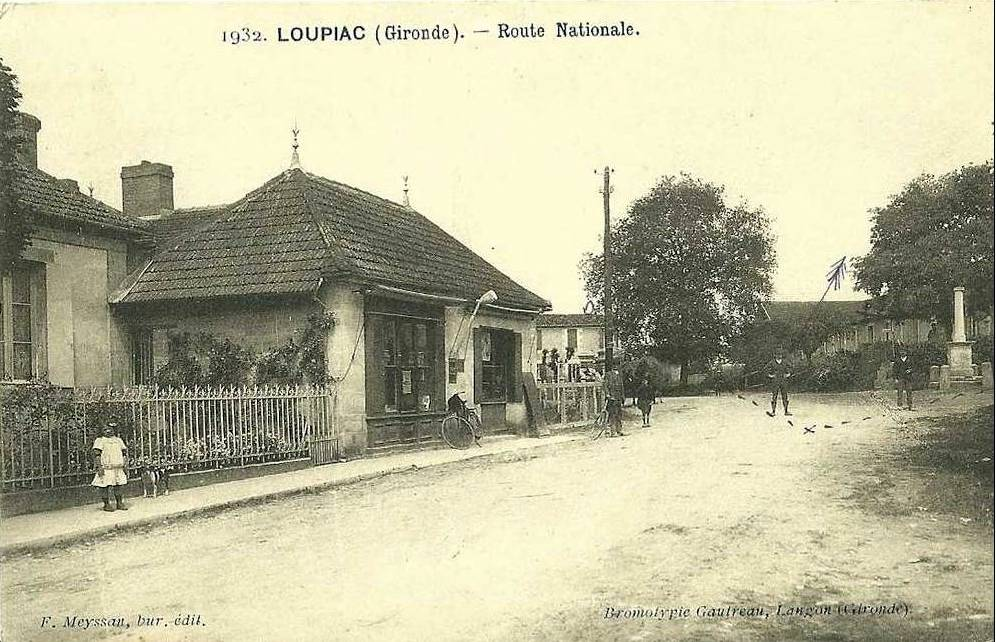
La route nationale.
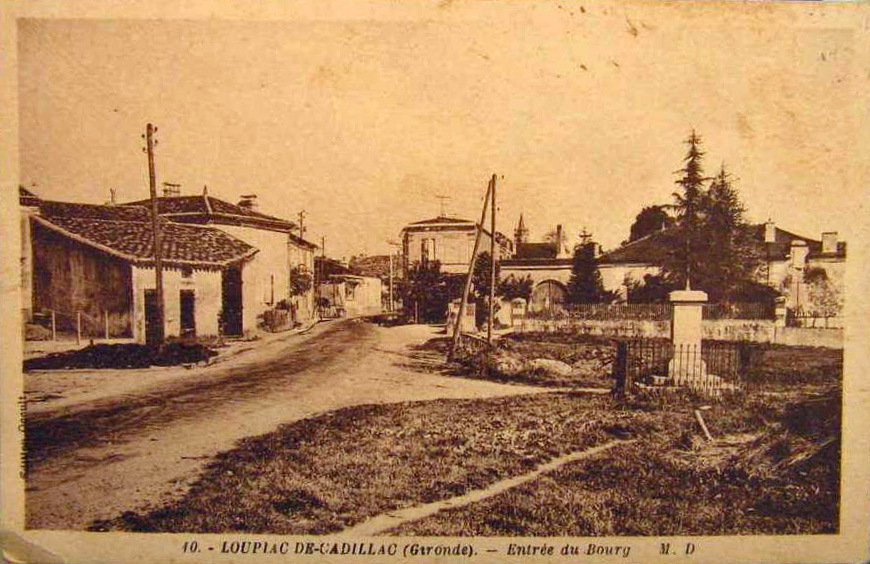
L'entrée du bourg.
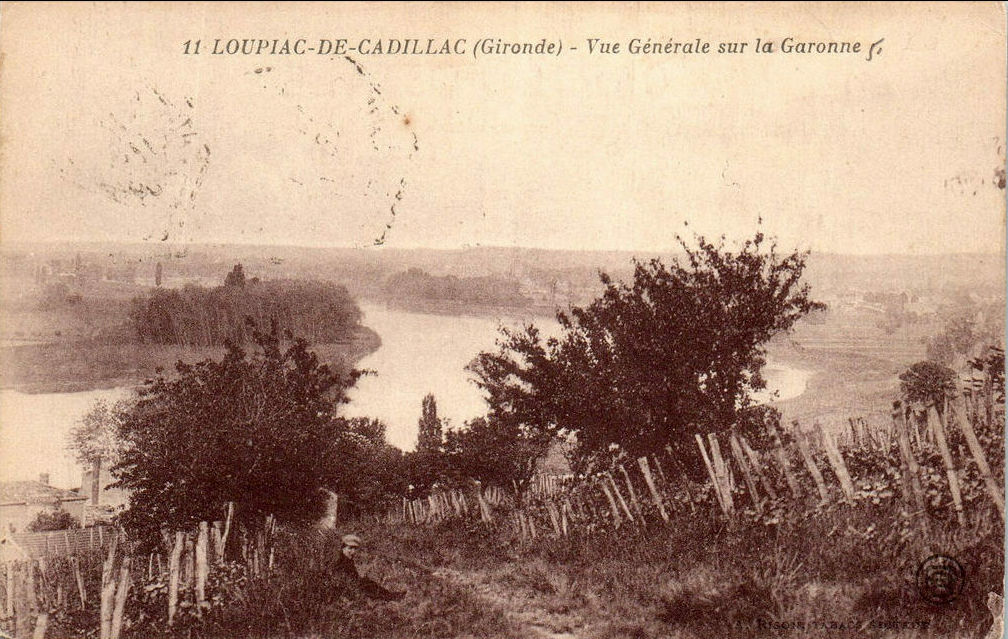
Vue sur la Garonne.
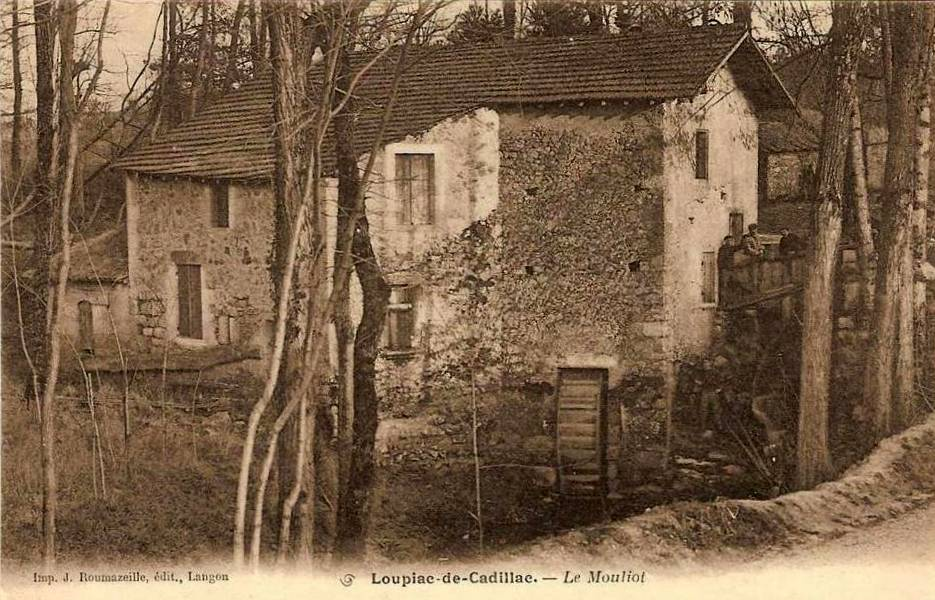
Le moulin.
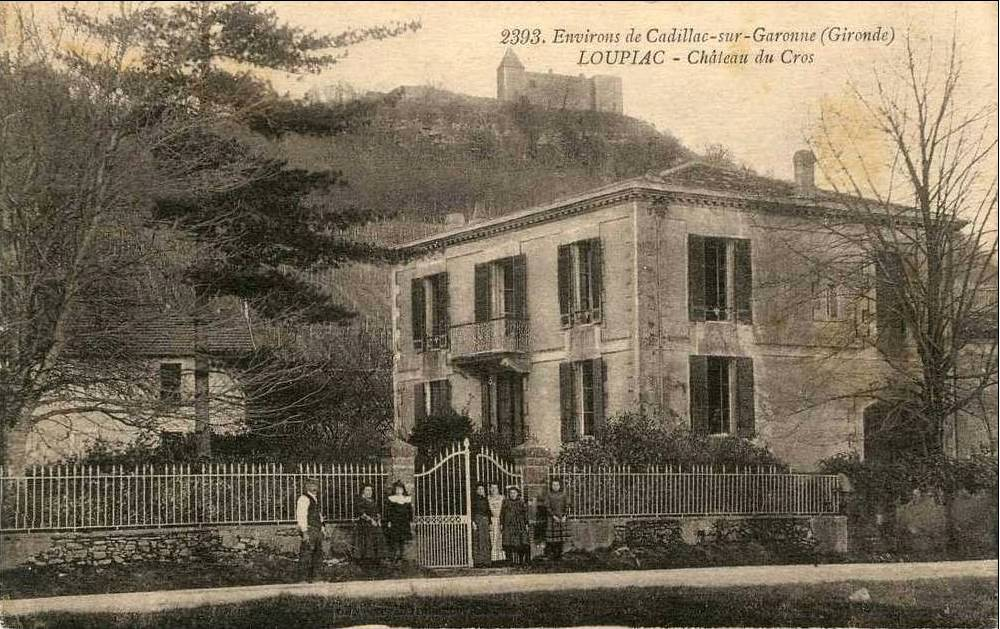
Le château du Cros.
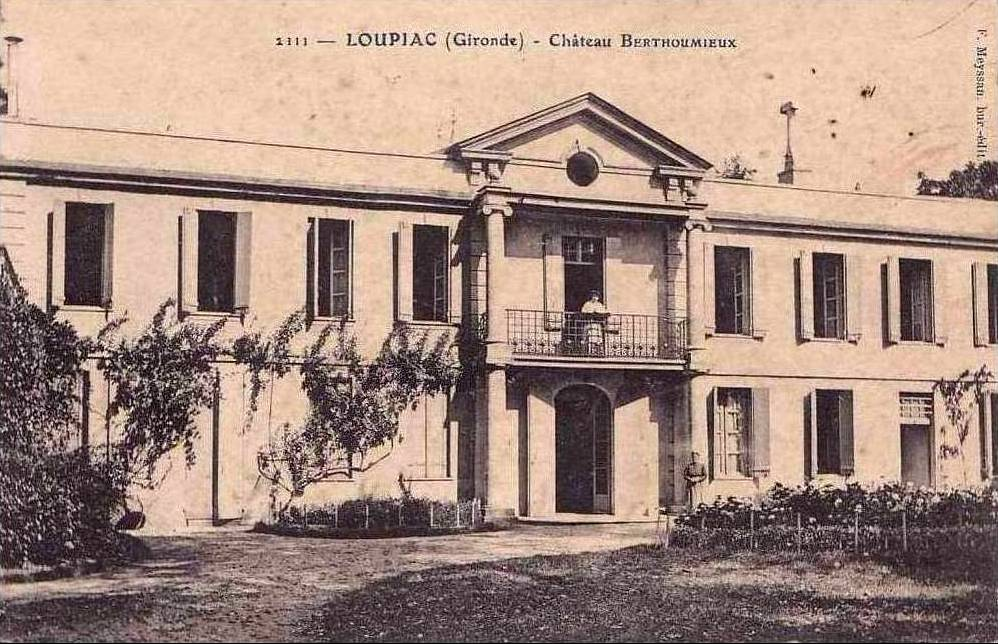
Château Berthoumieux.
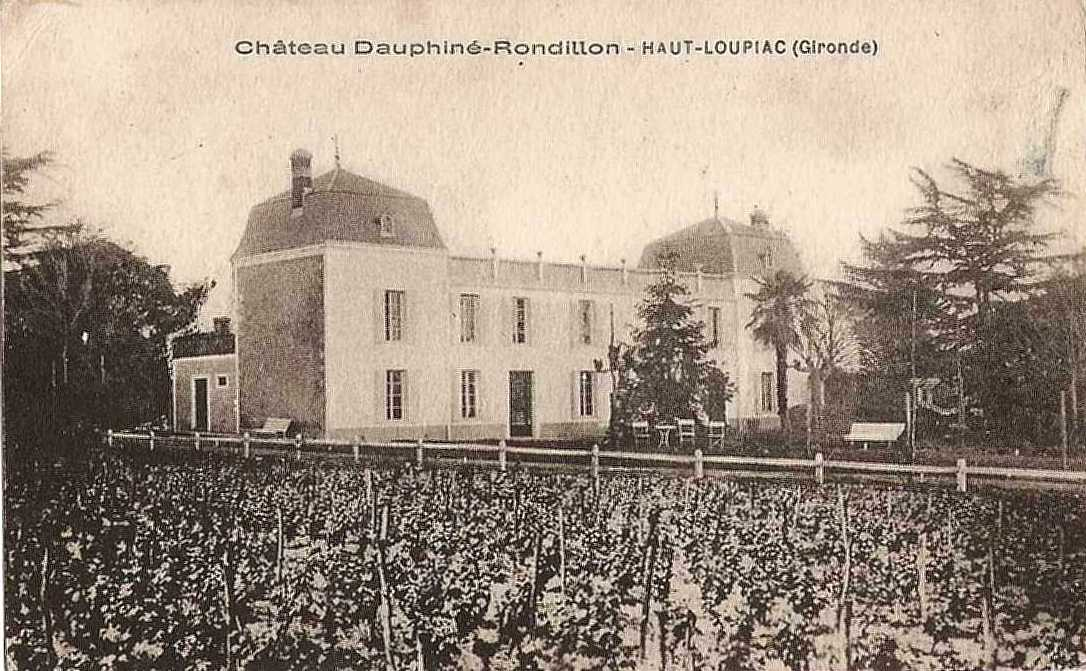
Château Dauphiné.
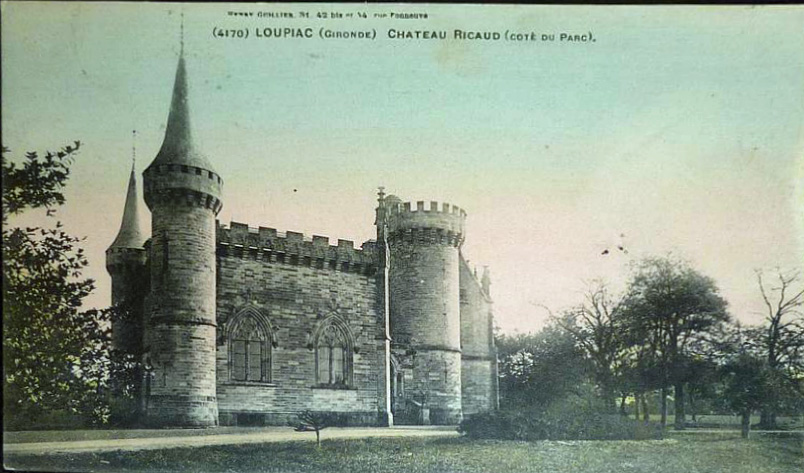
Château Ricaud.

## Politique et administration

### Rattachements administratifs et électoraux

#### Rattachements administratifs
La commune se trouvait dans l'arrondissement de Bordeaux du département de la Gironde. En 2006, le canton de Cadillac, dont Loupiac, est rattaché à l'arrondissement de Langon,.
Elle faisait partie depuis 1793 du canton de Cadillac. Dans le cadre du redécoupage cantonal de 2014 en France, cette circonscription administrative territoriale a disparu, et le canton n'est plus qu'une circonscription électorale.

#### Rattachements électoraux
Pour les élections départementales, la commune fait partie depuis 2014 du canton de l'Entre-Deux-Mers
Pour l'élection des députés, elle fait partie de la douzième circonscription de la Gironde.

### Intercommunalité
Loupiac  était membre de la communauté de communes des Coteaux de Garonne, un établissement public de coopération intercommunale (EPCI) à fiscalité propre créé fin 2002  et auquel la commune avait transféré un certain nombre de ses compétences, dans les conditions déterminées par le code général des collectivités territoriales.
Dans le cadre des dispositions de la loi portant nouvelle organisation territoriale de la République du 7 août 2015, qui prévoit que les établissements publics de coopération intercommunale (EPCI) à fiscalité propre doivent avoir un minimum de 15 000 habitants, cette intercommunalité a fusionné avec ses voisines pour former, le 1er janvier 2017, la communauté de communes Convergence Garonne, dont est désormais membre la commune.

### Liste des maires
| Période                                  | Période                       | Identité                                    | Étiquette | Qualité                                                              |
| ---------------------------------------- | ----------------------------- | ------------------------------------------- | --------- | -------------------------------------------------------------------- |
| Les données manquantes sont à compléter. |                               |                                             |           |                                                                      |
|                                          |                               |                                             |           |                                                                      |
| décembre 1851                            | août 1860                     | Jean Cluzan                                 |           |                                                                      |
| septembre 1865                           | septembre 1870                | Marie Joseph Henri Gabriel de La Chassaigne |           | Propriétaire                                                         |
| septembre 1870                           | mai 1871                      | Reinhold Dezeimeris                         |           |                                                                      |
| mai 1871                                 | mai 1871                      | Désiré Bore                                 |           | Maire pendant deux jours                                             |
| mai 1871                                 | juillet 1871                  | Marie Joseph Henri Gabriel de La Chassaigne |           | Propriétaire                                                         |
| juillet 1871                             | mai 1876                      | Jean Vigne                                  |           |                                                                      |
| octobre 1876                             | septembre 1877                | Reinhold Dezeimeris                         |           |                                                                      |
| janvier 1878                             | décembre 1880                 | Edouard de Fontainemarie                    |           |                                                                      |
| janvier 1881                             | décembre 1887                 | Jean Cazeaux                                |           |                                                                      |
| décembre 1887                            | mai 1929                      | Adrien Cazeaux                              |           |                                                                      |
| mai 1929                                 | mai 1935                      | Cyprien Destang                             |           |                                                                      |
| mai 1935                                 | novembre 1944                 | Abel Dejean                                 |           |                                                                      |
| novembre 1944                            | janvier 1968                  | Maurice Fouquet                             |           |                                                                      |
| février 1968                             | mars 1971                     | Jean-Roger Roux                             |           |                                                                      |
| mars 1971                                | mars 1977                     | Rolland Pouvereau                           |           |                                                                      |
| mars 1977                                | juin 1995                     | Jean Claverie                               |           |                                                                      |
| juin 1995                                | mars 2001                     | Guy Falissard                               |           |                                                                      |
| mars 2001                                | mars 2008                     | Jean-Claude Lamothe                         |           |                                                                      |
| mars 2008                                | mai 2020                      | Lionel Chollon                              | PCF       | Professeur des écoles Vice-président de la CC des Coteaux de Garonne |
| mai 2020,                                | janvier 2023,                 | Jean-José Bonneron                          |           | Comptable retraité Démissionnaire                                    |
| avril 2023,                              | En cours (au 24 janvier 2024) | Patrick Expert                              | DVG       | Ancien directeur d'hôpital                                           |

## Équipements et services publics
Un marché se tient depuis 2021 les dimanches matin sur la place jouxtant l'église.

### Enseignement
Les enfants sont scolarisés dans une école communale, implantée depuis 1933 dans le château de Berthoumieu, et qui, pour l'année 2020-2021, compte 56 élèves en maternelle et 92 en primaire. Elle dispose d'une cantine.

### Justice, sécurité, secours et défense
La commune a mis en place en 2024 une réserve communale de Sécurité civile.

## Population et société

### Démographie
Les habitants sont appelés les Loupiacais.
L'évolution du nombre d'habitants est connue à travers les recensements de la population effectués dans la commune depuis 1793. Pour les communes de moins de 10 000 habitants, une enquête de recensement portant sur toute la population est réalisée tous les cinq ans, les populations de référence des années intermédiaires étant quant à elles estimées par interpolation ou extrapolation. Pour la commune, le premier recensement exhaustif entrant dans le cadre du nouveau dispositif a été réalisé en 2006.

En 2022, la commune comptait 1 087 habitants, en évolution de −2,42 % par rapport à 2016 (Gironde : +6,91 %, France hors Mayotte : +2,11 %).
| 1793  | 1800  | 1806  | 1821  | 1831  | 1836 | 1841 | 1846 | 1851  |
| ----- | ----- | ----- | ----- | ----- | ---- | ---- | ---- | ----- |
| 1 015 | 1 011 | 1 041 | 1 014 | 1 025 | 981  | 902  | 899  | 1 000 |

| 1856 | 1861 | 1866 | 1872 | 1876  | 1881 | 1886 | 1891  | 1896  |
| ---- | ---- | ---- | ---- | ----- | ---- | ---- | ----- | ----- |
| 793  | 892  | 919  | 944  | 1 002 | 977  | 975  | 1 034 | 1 046 |

| 1901  | 1906  | 1911  | 1921 | 1926 | 1931 | 1936 | 1946 | 1954 |
| ----- | ----- | ----- | ---- | ---- | ---- | ---- | ---- | ---- |
| 1 074 | 1 077 | 1 017 | 938  | 950  | 925  | 854  | 875  | 904  |

| 1962 | 1968 | 1975 | 1982 | 1990 | 1999 | 2006 | 2011  | 2016  |
| ---- | ---- | ---- | ---- | ---- | ---- | ---- | ----- | ----- |
| 948  | 890  | 966  | 981  | 990  | 939  | 939  | 1 148 | 1 114 |

| 2021  | 2022  | - | - | - | - | - | - | - |
| ----- | ----- | - | - | - | - | - | - | - |
| 1 097 | 1 087 | - | - | - | - | - | - | - |

## Économie

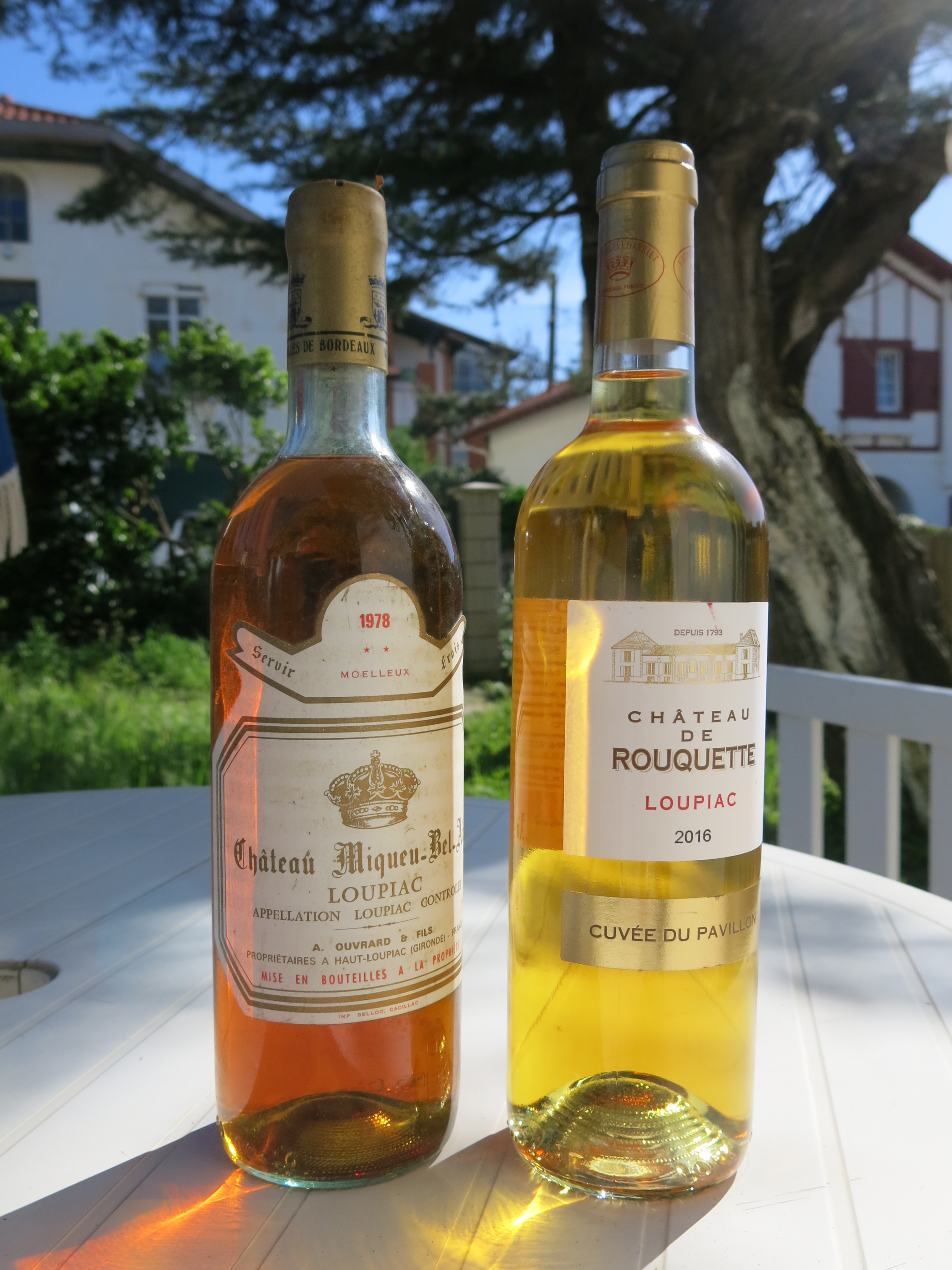
Deux bouteilles de l'AOC Loupiac.

Le Loupiac (AOC)  est un vin français d'appellation d'origine contrôlée produit sur la commune et  issu des cépages :
- le sémillon pour 80 %, qui apporte le gras et la force ;
- le sauvignon, présent dans une proportion de 15 %, apportant sa touche aromatique ;
- La muscadelle, enfin, qui complète l'assemblage..

Avec les appellations cadillac et sainte-croix-du-mont, ils forment une petite région produisant des vins liquoreux au sein de l'Entre-deux-Mers, dans le vignoble de l'Entre-deux-Mers.
La confrérie des Compagnons du Loupiac contribue à la notoriété de cette appellation.

## Culture locale et patrimoine

### Lieux et monuments
- La villa gallo-romaine  Inscrit MH (2011)[44],[45] datant des IIe et Ve siècles à plusieurs niveaux, avec des thermes où l’on trouve le caldarium, le tepidarium et le frigidarium. C'est un réseau complexe de canalisations et vaste piscine de 140 m3. Ses mosaïques tapissant toutes les surfaces des sols sont d’une grande richesse en couleur. La villa est abandonnée au VIe ou au VIIe siècle et un prieuré bénédictin est édifié, à la fin du XIe ou début du XIIe siècle, dont subsistent la chapelle et des éléments de la maison jouxtante du XVIIIe siècle
Dès la première moitié du XIXe siècle, d’importantes mosaïques gallo-romaines sont signalées à l’emplacement du prieuré Saint-Romain. L’archéologue loupiacais R. Dézeimeris entreprend des recherches. Ses découvertes font l’objet de nombreuses communications à l’Académie de Bordeaux dans lesquelles il tente d’identifier la villa gallo-romaine de Loupiac à celle d’Ausone. 
Aujourd’hui, seul le site de la piscine entourée de mosaïques et des thermes ont été mis au jour. Leurs dimensions considérables (12,5 × 8 m pour la piscine, 71 m2 de mosaïques) permettent d’imaginer l’importance de ce domaine agricole sous l’antiquité[46].
Des croix monumentales du XIXe siècle sont érigées à proximité, au lieu-dit Plapa[47], ainsi que la chapelle Saint-Romain, construite sur les bases d'un édifice antique, exhaussée au XIIe siècle et transformée en maison au XIXe siècle[48].

La villa gallo-romaine
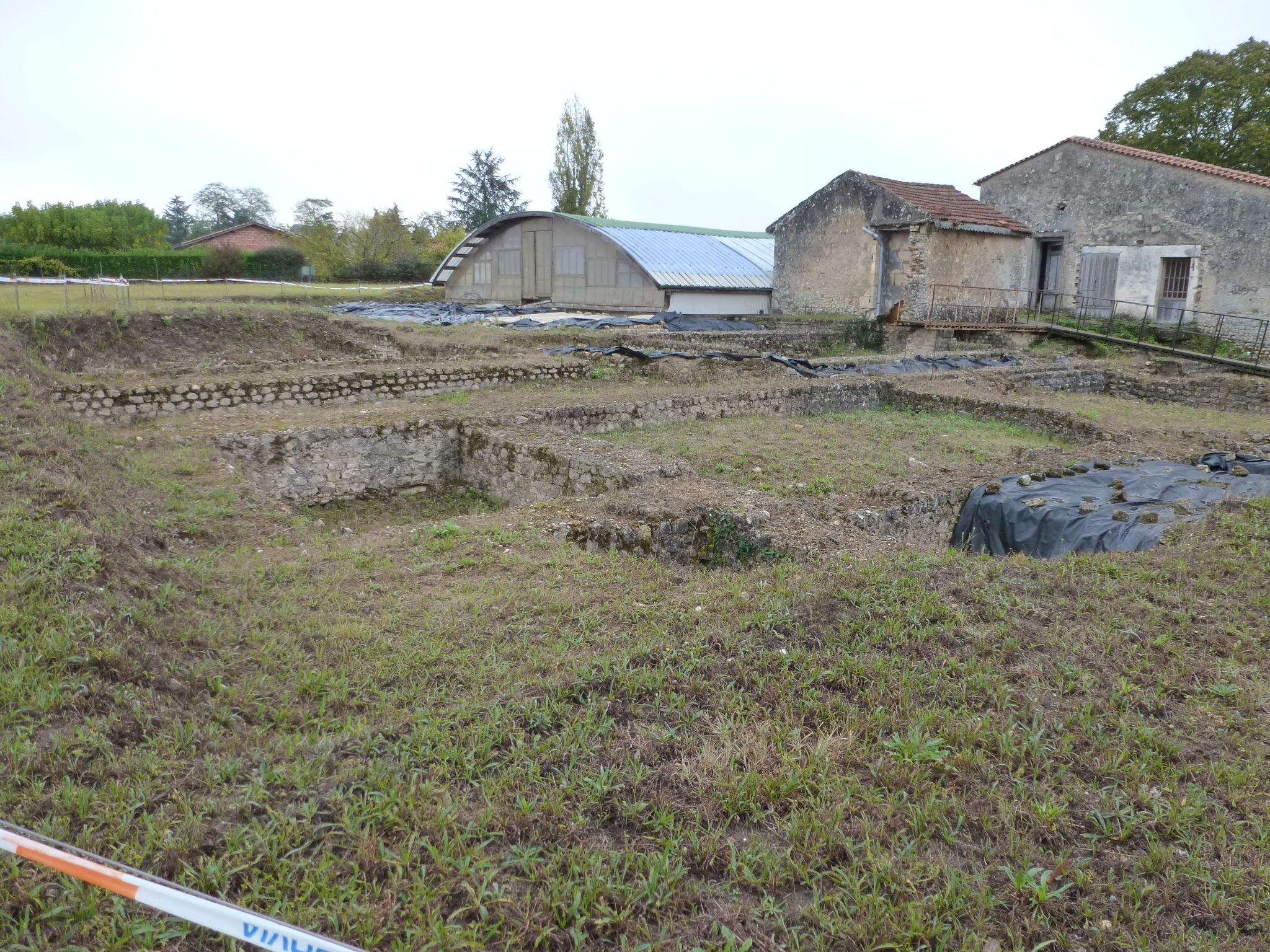
Le site archéologique.
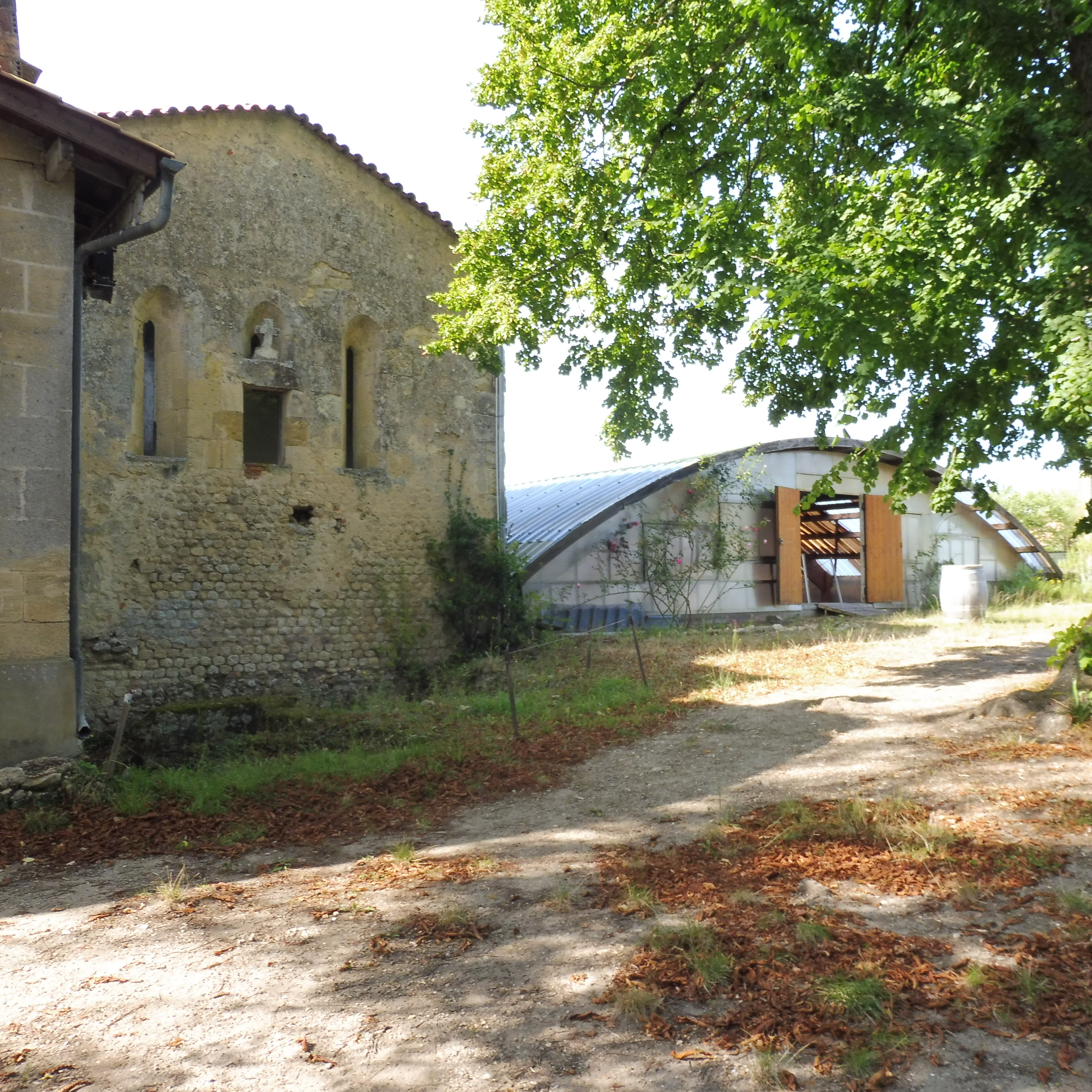
La maison du XVIIIe siècle, la chapelle et le site de la villa.
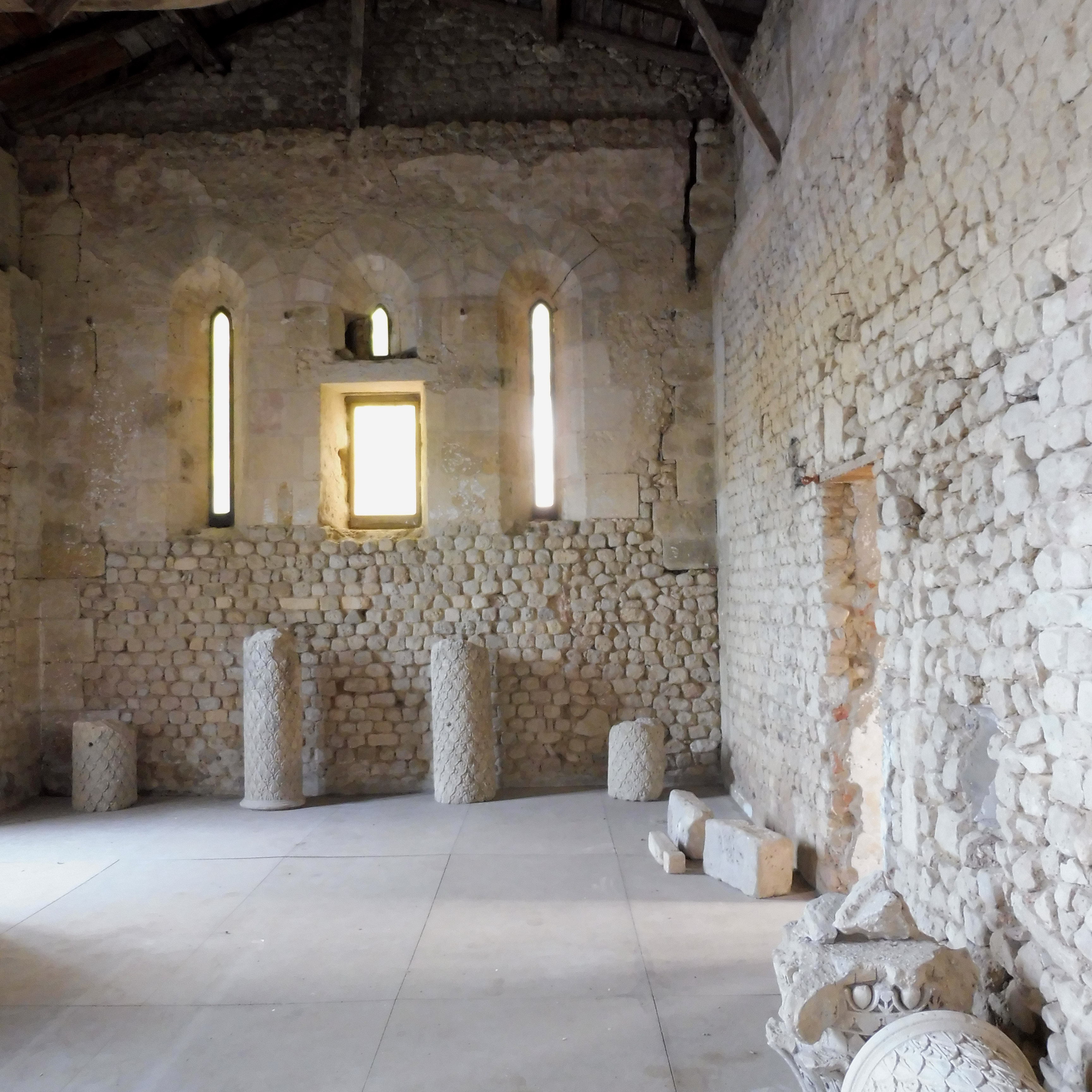
La chapelle Saint-Romain.
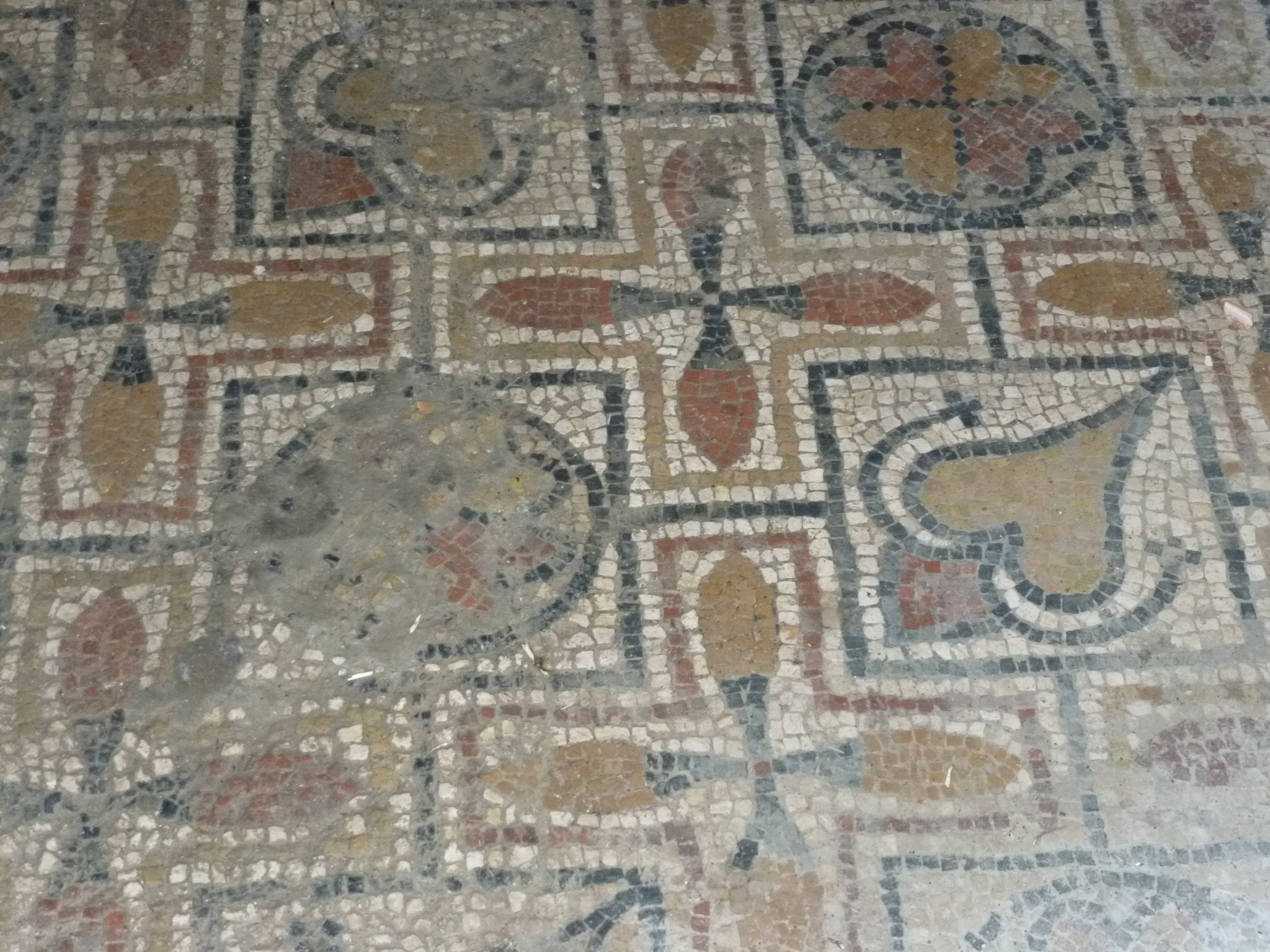
Mosaïque.
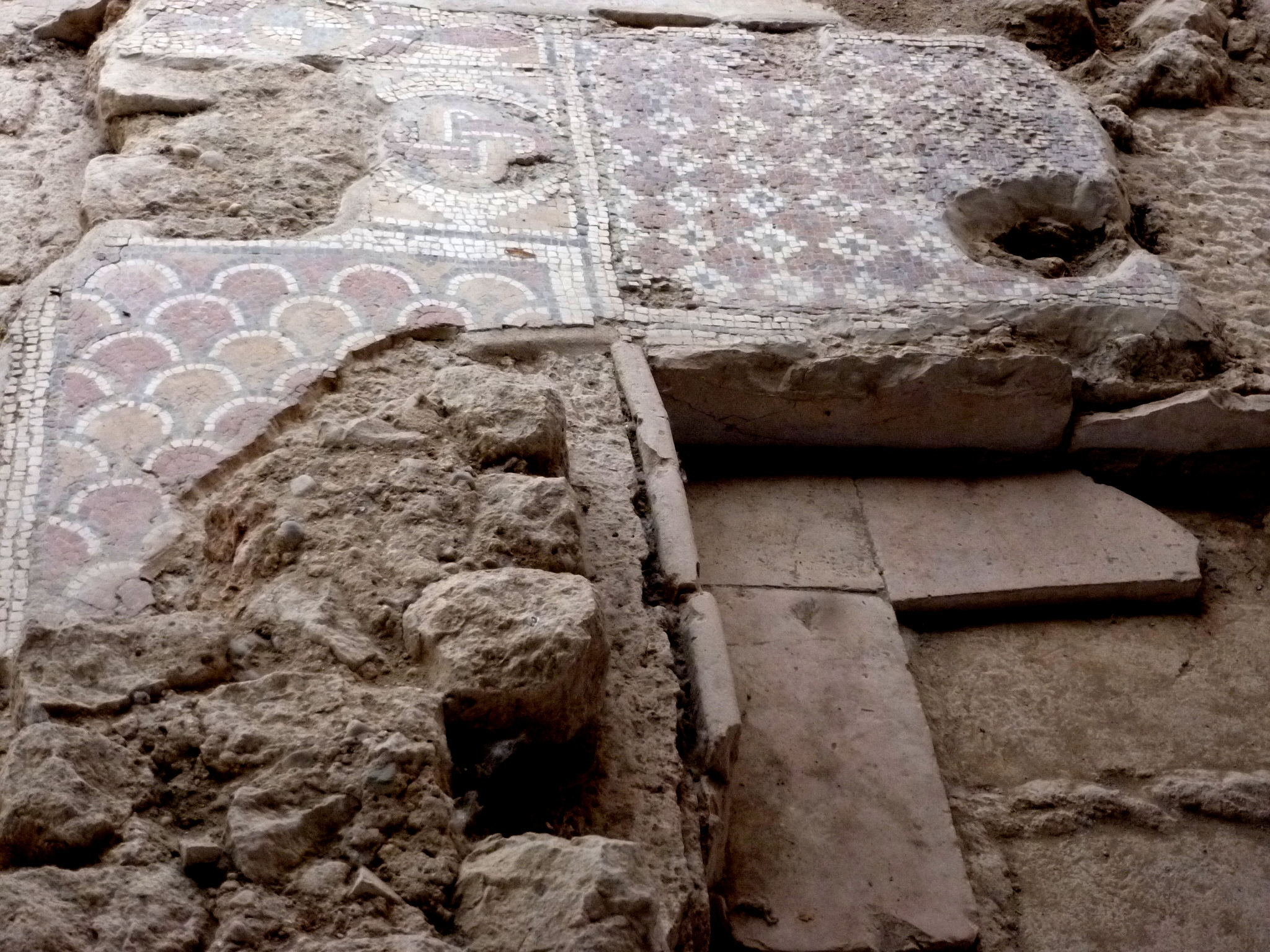
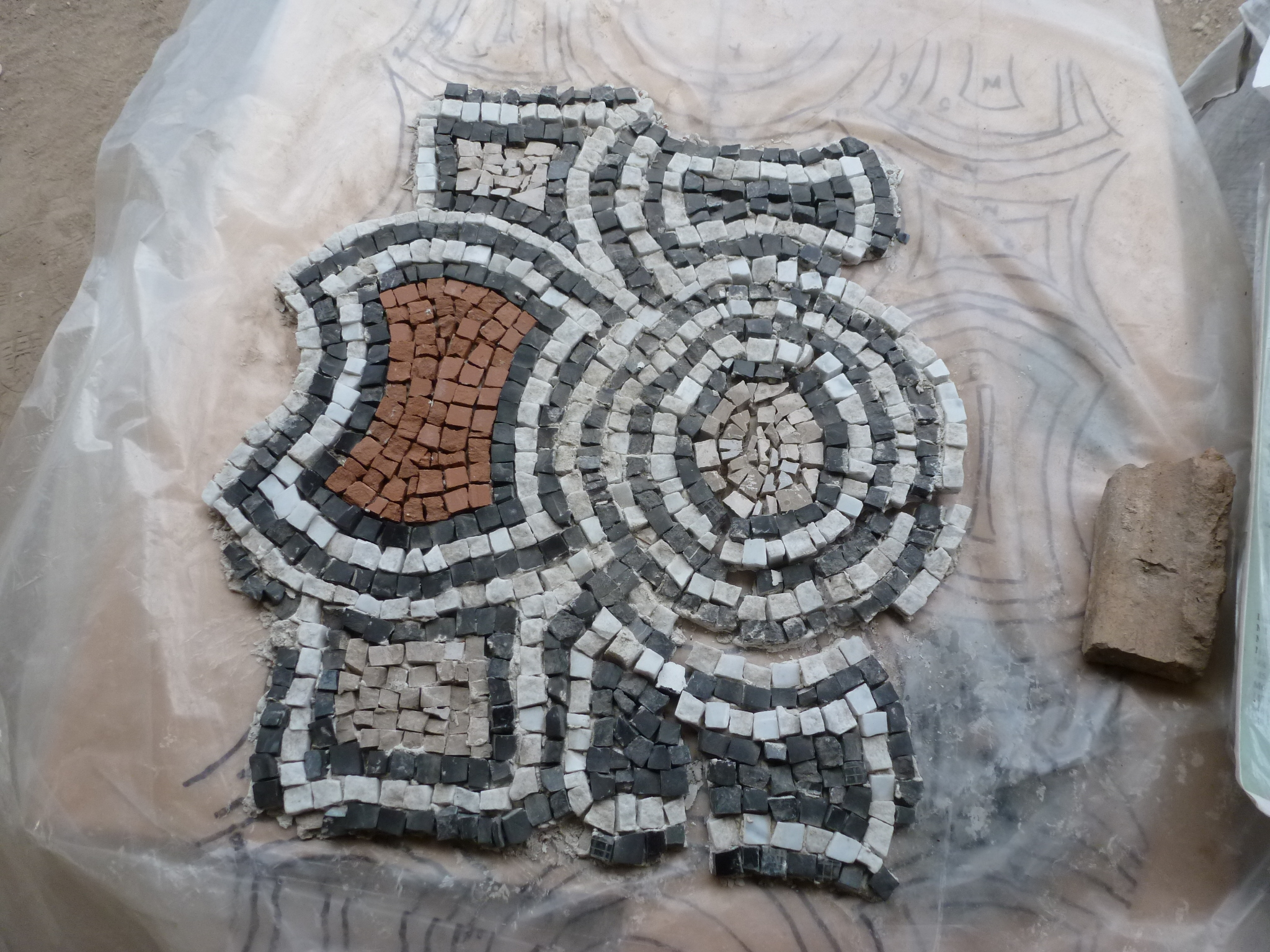
Reconstitution de mosaïque.
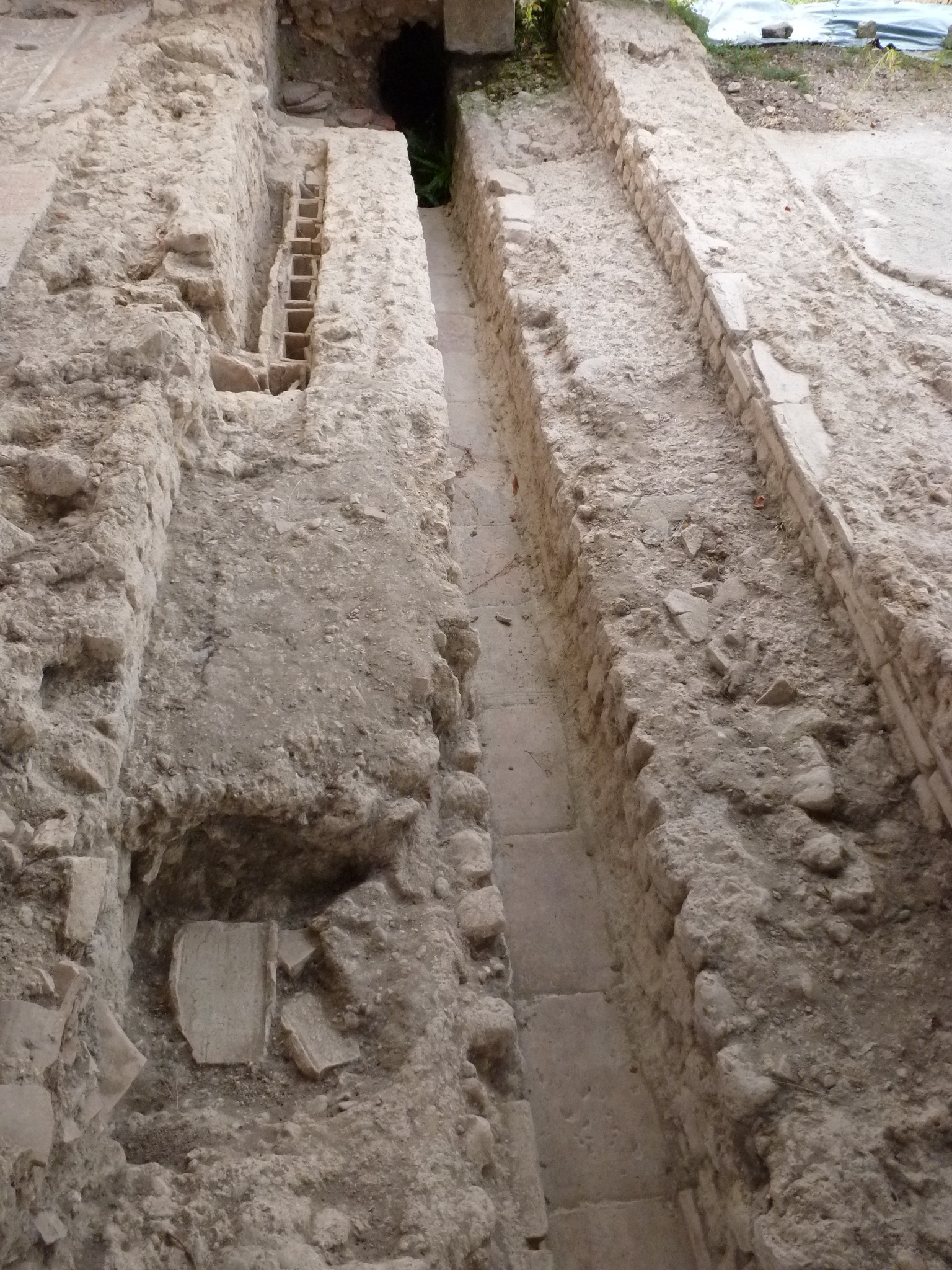
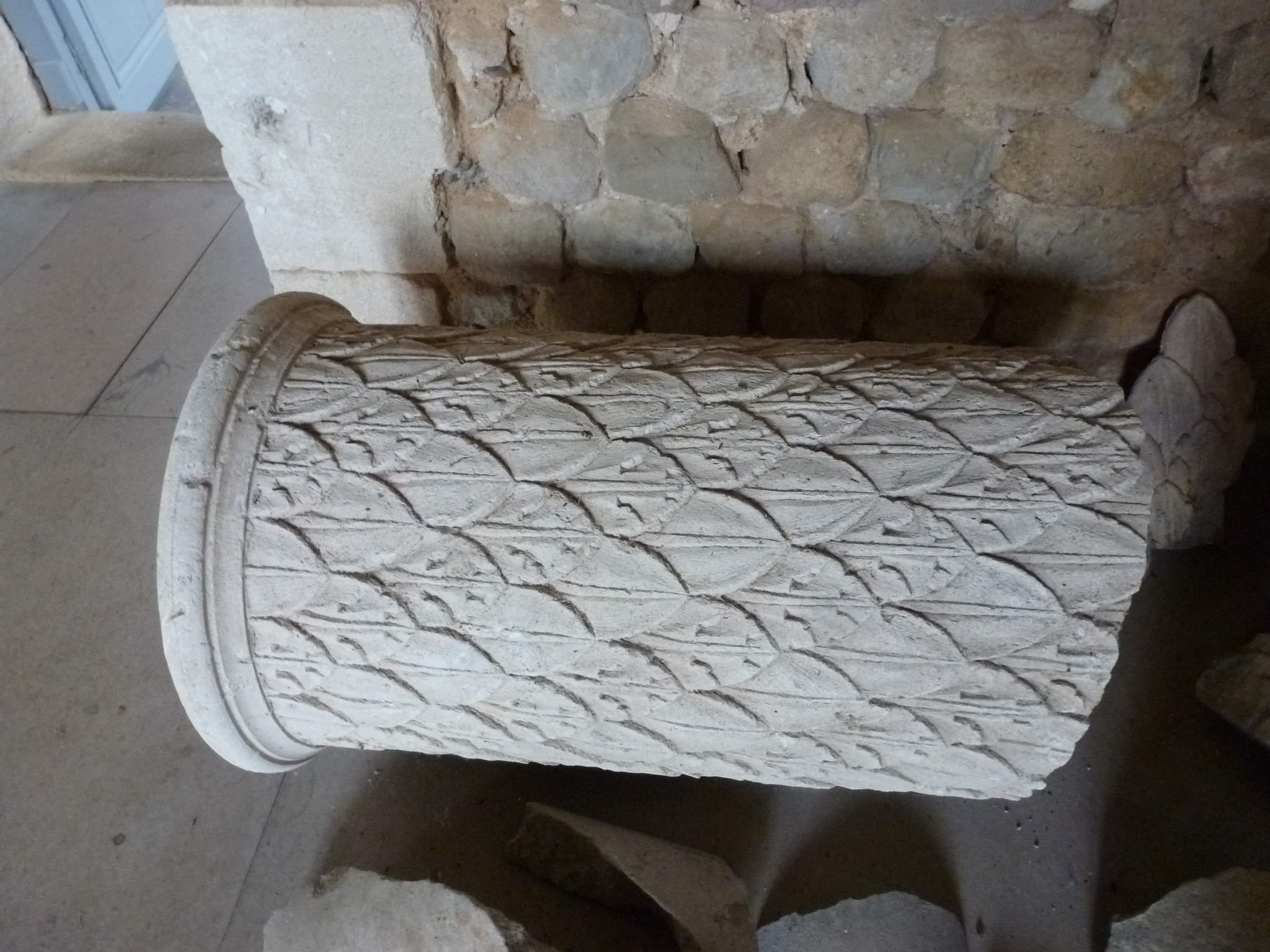
Vestige de colonne.

- L'église Saint-Pierre  Classée MH (1840)[49],[50], du XIIe siècle.
La façade occidentale de l'église est composée d'un avant-corps, percé de trois arcades, et divisée par des bandeaux abondamment ornés. Sous la corniche, soutenue par des modillons sculptés, figure une frise, consacrée à la Cène, entre le Péché originel et l'adoration de l'agneau. Saint Jean appuie sa tête contre l'épaule du Christ, au milieu des 11 apôtres. Cette scène, plutôt rare en France, rappelle les apostolados des églises espagnoles.
- Presbytère, 14 route de l'Église, du XVIIIe siècle, en rez-de-chaussée à pavillon central à l'étage[51], qui abrite depuis 2019 un café associatif[52].

- Le château du Cros  Inscrit MH (1993, Tours et vestiges du château, sol et sous-sol archéologique)[53],[54] : château du XVIe siècle et pavillon du XVIIe siècle, qui est peut-être un vestige d'un corps de bâtiment plus important relié au château. 
Depuis le château, le promeneur a une vue sur la vallée de la Garonne, et sur les cinq différentes appellations de vin blanc liquoreux de l'Entre-Deux-Mers : Sauternes, Sainte Croix du Mont, Barsac, Cérons et Loupiac[55].

- Château Pontac, ferme de la fin du XVIIe siècle ou du début du XVIIIe siècle, restaurée et agrandie au XIXe siècle[56].
- Le Château Ricaud, bâtiment néogothique de 1861[57].
- Le Château Luber-Chaperon bâti en 1869
- Le château la Yotte et ses équipements agricoles, de la fin du XVIIIe siècle[58].
- Le château du Cros Lepine, ferme du XVIIIe siècle agrandie au XIXe ou au début du  XIXe siècle[59].
- Le château Gaudiet, édifice dont une partie semble dater de la limite des XVIIe et XVIIIe siècles, transformé en château en 1780 pour l'armateur bordelais Belso et agrandi au XIXe siècle[60].
- Le château Mazarin, constitué d'une ferme de la limite du XVIIIe et du XIXe siècle restaurée et agrandie d'un château dans la seconde moitié du XIXe siècle[61].
- Château Berthoumieu, dit Château Promis, au lieu-dit Berthoumieu, maison édifiée au début du XIXe siècle et restaurée dans la seconde moitié du même siècle, comprenant sur l'élévation antérieure un balcon porche soutenu par des colonnes provenant des bains de la place des quinconces de Bordeaux qui dataient des années 1820 ; les anciennes dépendances abritent aujourd'hui l'école communale[62]
- Fermes anciennes des XVIIe au XIXe siècle :  Clos Jean, en rez-de-chaussée couverte d'une toiture à longs pans à pignon couvert et dont l'une des façades comprend une série d'arcades en anse de panier ornée de croix de Malte[63], ferme au lieu-dit Le Gascon[64], ferme dite Domaine des Rochers, au lieu-dit Jean Fau[65], ferme au Plapa[66], Ferme le Chay[67], ferme au lieu-dit Françoye[68],Fermes au lieu-dit Roche[69],[70], ferme, 14 route de Saint-Macaire[71], ferme, 48 route de Saint-Macaire[72], ferme au lieu-dit le Noble[73], ferme Desclau, lieu-dit Gaudiet[74], ferme au lieu-dit Guinot[75], au lieu-diit Rondillon[76], Ferme Bramepan, au lieu-dit Despalets[77], ferme au lmieu-dit Violle[78].
- Maison du XVIIe siècle, lieu-dit Roumaud[79].
- Maison du XVIIe siècle les Roques, restaurée au XIXe siècle[80].
- Maison dite Château du Vieux Moulin, dont les parties les plus anciennes datent de la limite des XVIIIe et du XIXe siècle[81].
- Maison, 24 route de l'Église, du XVIIIe siècle[82].
- Maison, lieu-dit Rouquette, de la fin du XVIIIe siècle[83].
- Écart au lieu-dit Berthoumieu, un ensemble de constructions des XVIIIe et XIXe siècles implantées autour d'une demeure transformée aujourd'hui en mairie[84].
- Croix de Françoye, croix de chemin au lieu-dit Françoye, de 1926, en fer reposant sur un socle de pierre[85] et croix du cimetière en calcaire, pierre de taille et fer, du début du XIXe siècle[86].
- Moulin de Mouliot sur le Chay, dont les parties les plus anciennes datent du XVIIIe siècle[87] et pont de Mouliot, du XIXe siècle[88]. Un autre pont du XIXe siècle franchiot le Chay au lieu-dit Le Chay[89]
- Fontaine publique, routes de Martillac et  de l'Église, édifiée en 1860, surmontée d'une sculpture qui parait dater du XVIIe siècle[90].
- Puits au lieu-dit Le Prince, du XVIIIe siècle[91] et au lieu-dit Le Temple, également du XVIIIe siècle[92].
- Monument aux morts, du début du XXe siècle, ornée d'une statue de femme tenant un drapeau ainsi qu'un un soldat mourant dans ses bras[93].
- Pont de Cazillon sur le Chay, du XIXe siècle[94].
- Circuit de randonnée des coteaux de l’Entre-Deux Mers : boucle au départ de Loupiac, mélangeant des paysages vallonnés très variés et changeants : vignes, prairies, bosquets.

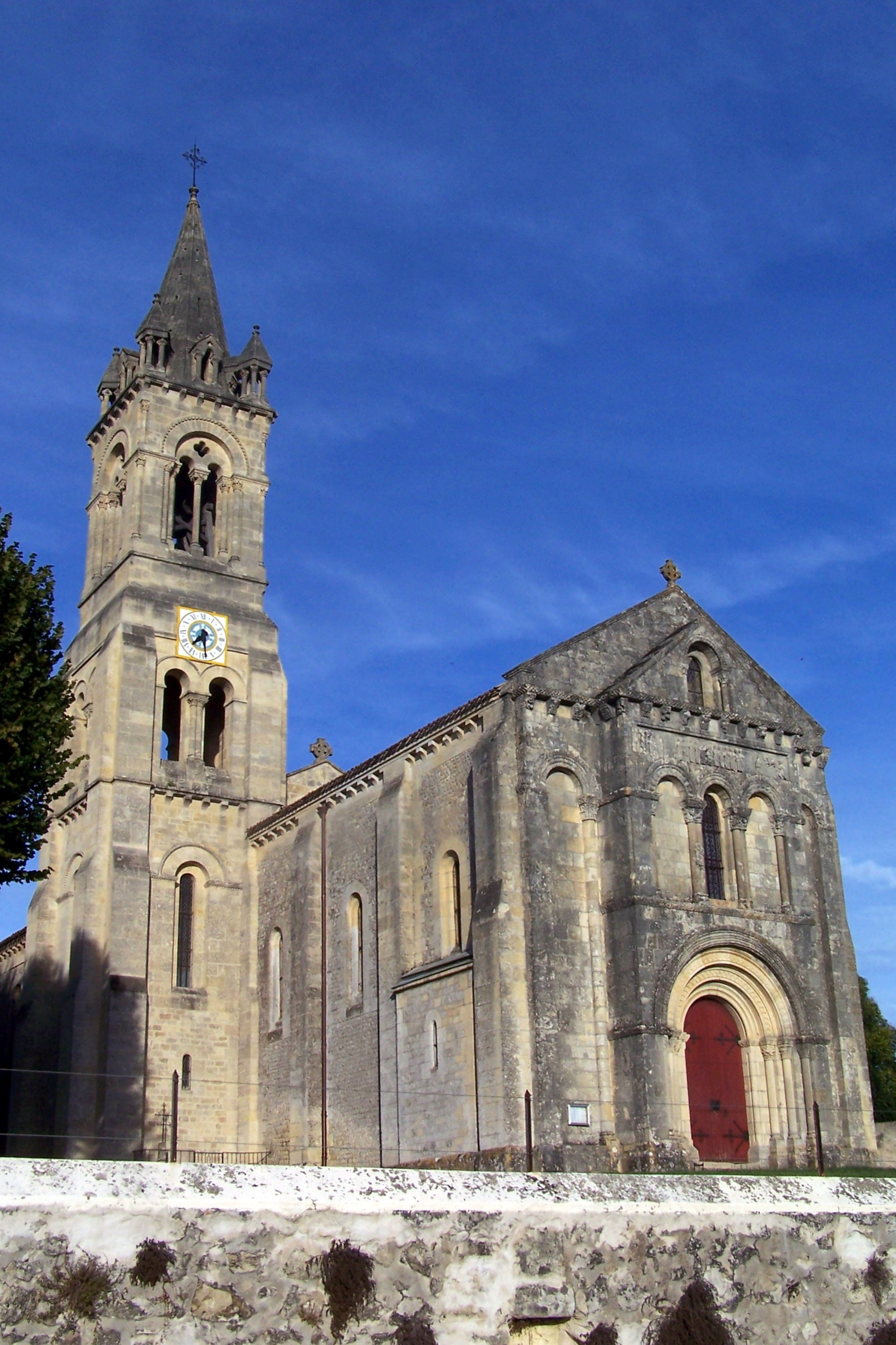
L'église Saint-Pierre (août 2011)
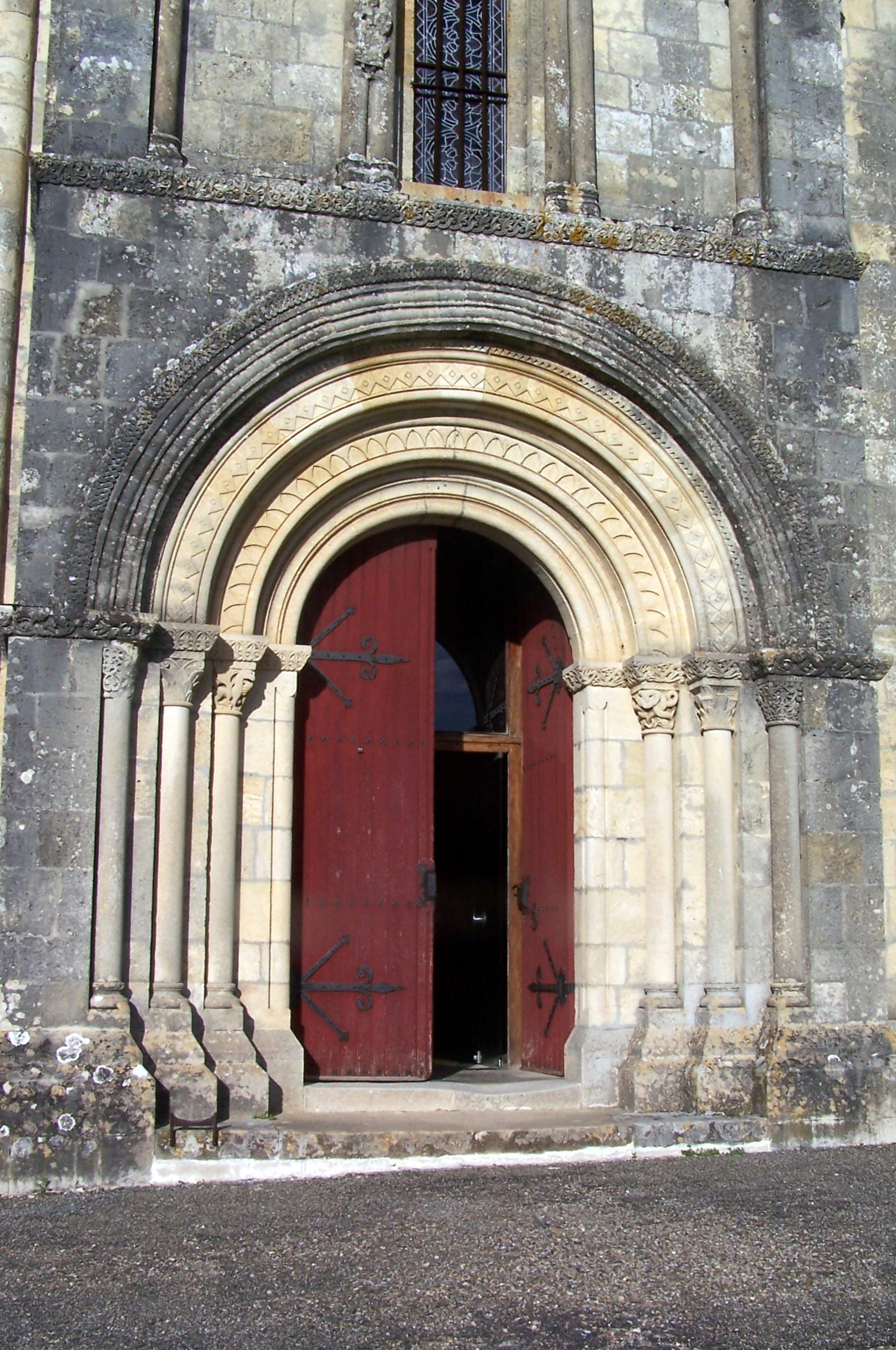
Le portail de l'église (août 2011)
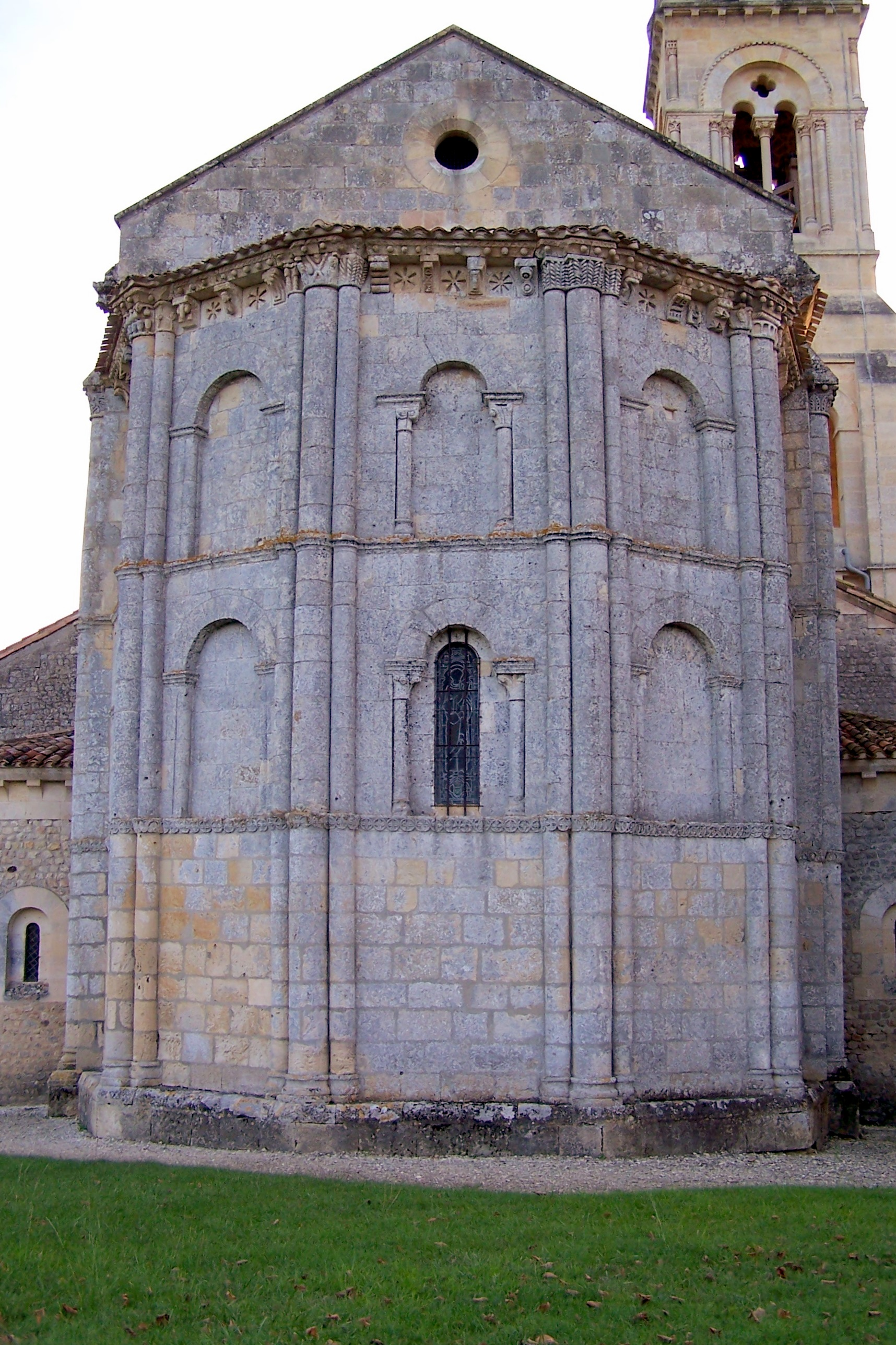
Le chevet de l'église (août 2011)
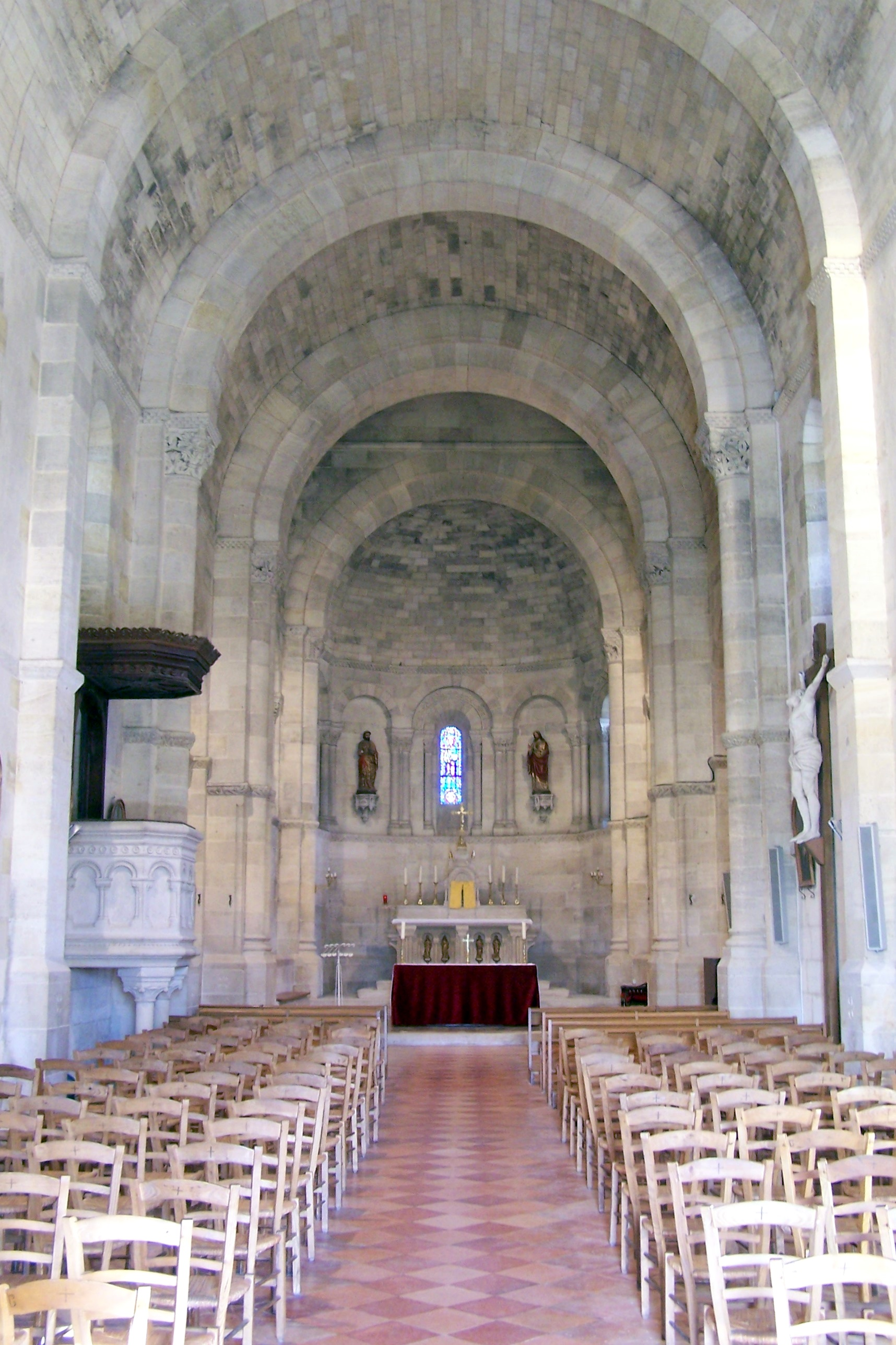
La nef de l'église (août 2011)
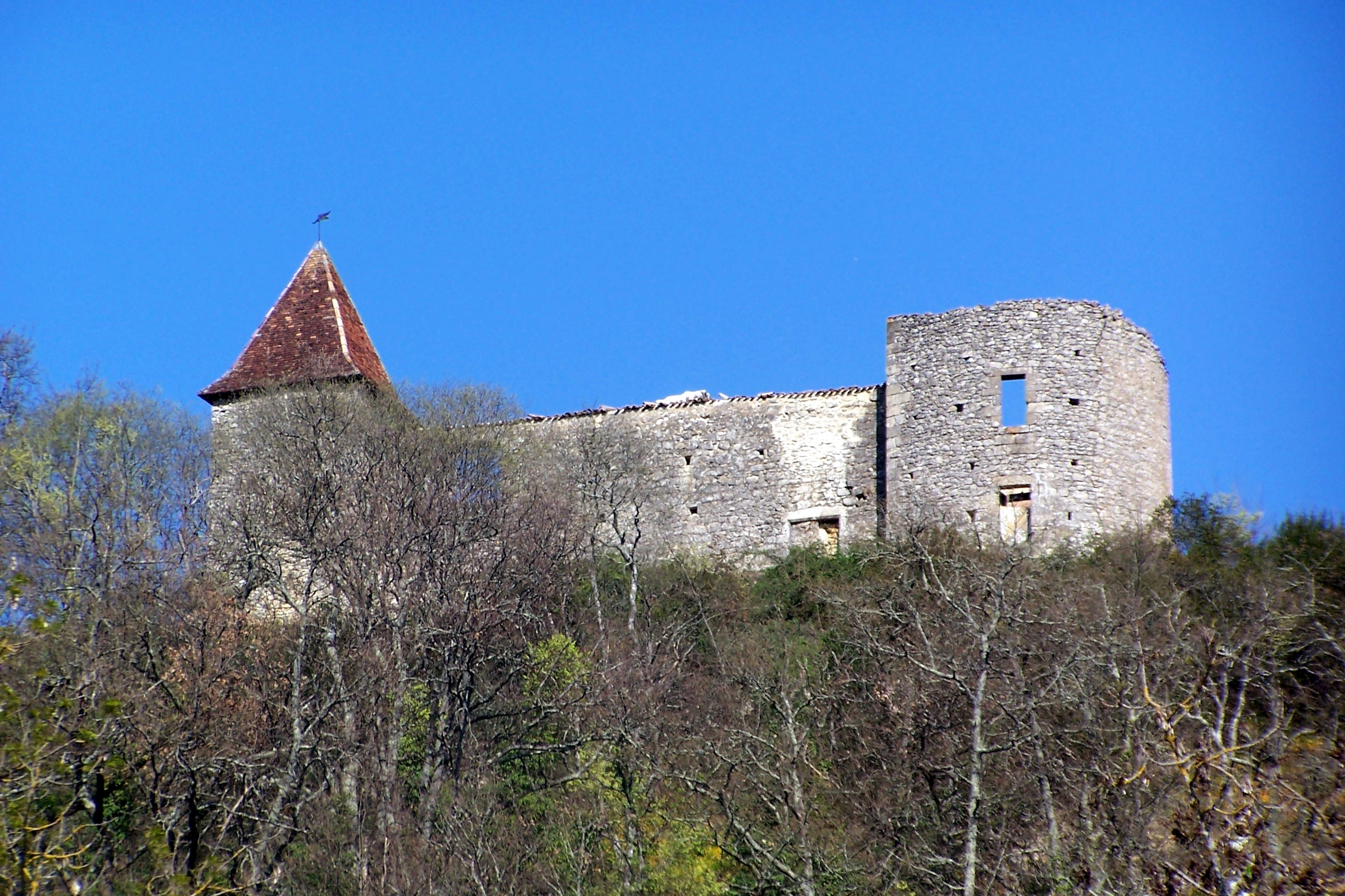
Le château du Cros (mars 2012)
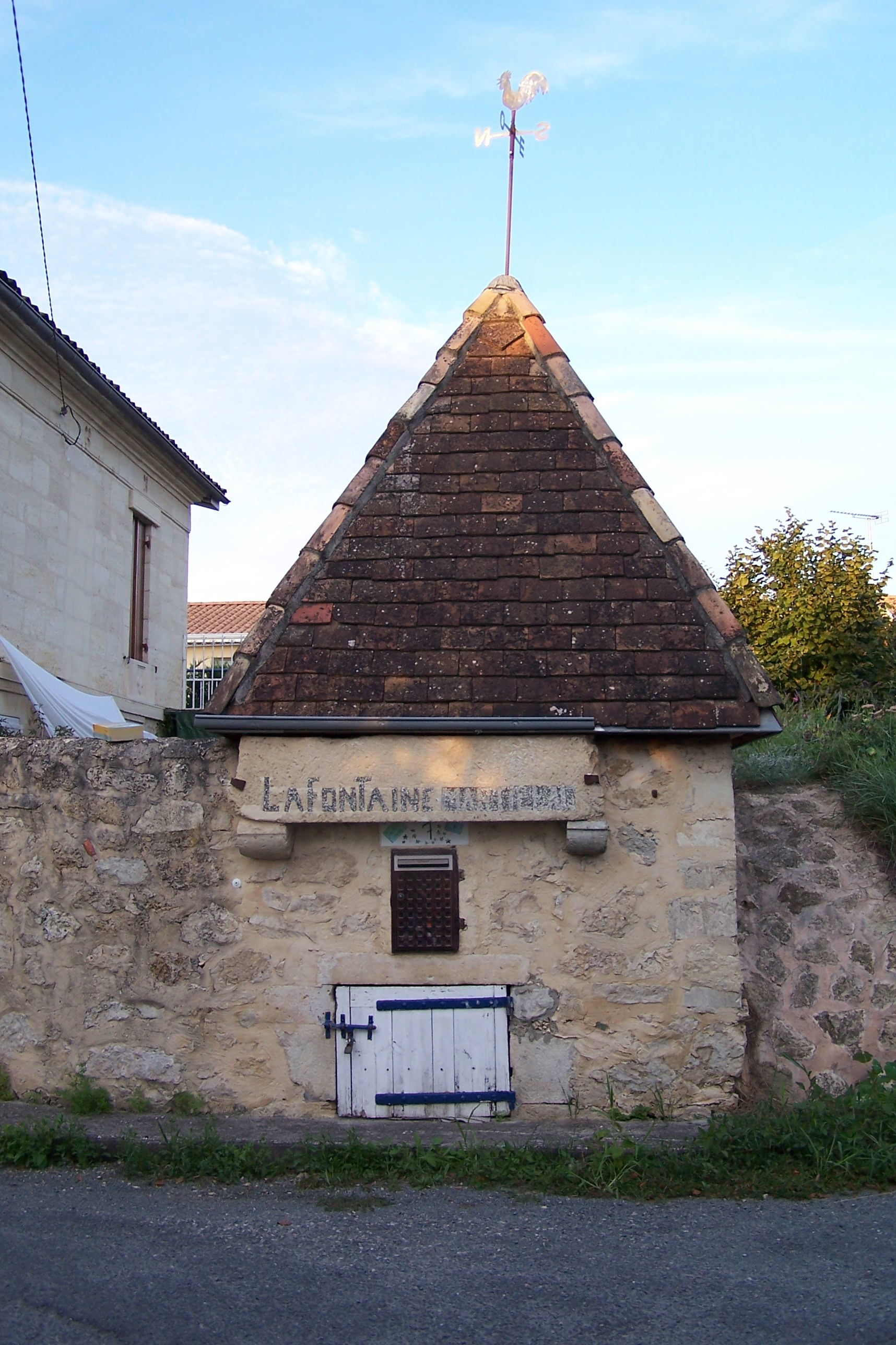
Vielle fontaine dans le village (août 2011)
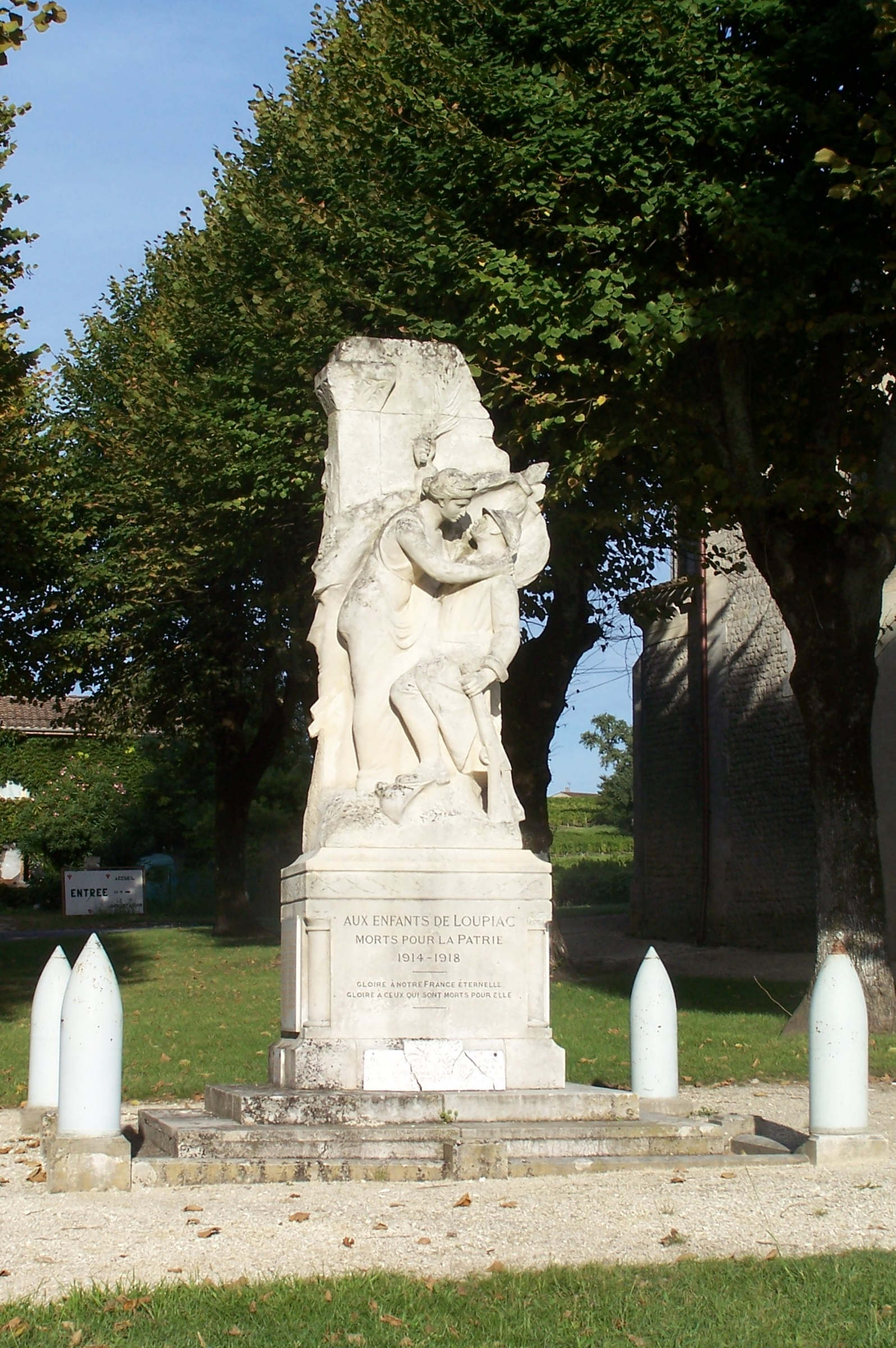
Le monument aux morts près de l'église (août 2011)

### Personnalités liées à la commune
- Léo Drouyn (1816-1896), archéologue, peintre, dessinateur et graveur français, a fait ses premières recherches archéologiques dans la commune.
- Jean-Joseph Lataste (1832-1869), prêtre dominicain, fondateur des Sœurs dominicaines de Béthanie. Déclaré Vénérable le 1er juin 2007, il est béatifié par le Pape Benoît XVI le 3 juin 2012, y est né et y a vécu quelque temps.
- Reinhold Dezeimeris (1835-1913)  érudit, bibliothécaire, viticulteur, archéologue et homme politique français, y est mort au château de Cadillac.
- Georges Cazeaux-Cazalet, (1861-1911), député et maire de Cadillac, y est né[95],[96].
- Sophie Davant (1963-), journaliste et animatrice de radio et de télévision française, a vécu de nombreuses années à Loupiac.

## Pour approfondir